# Nördlingen

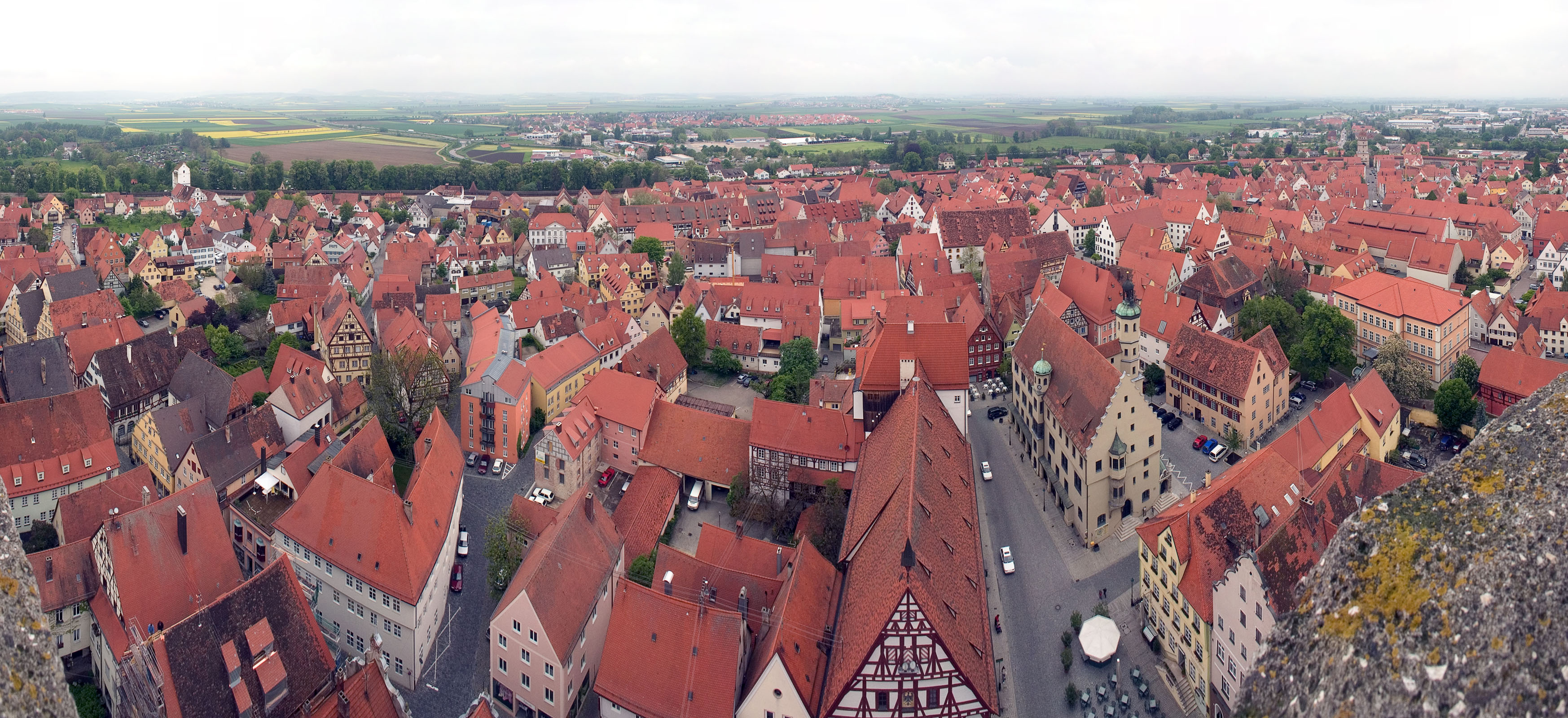
Panoramablick vom Daniel über Nördlingen

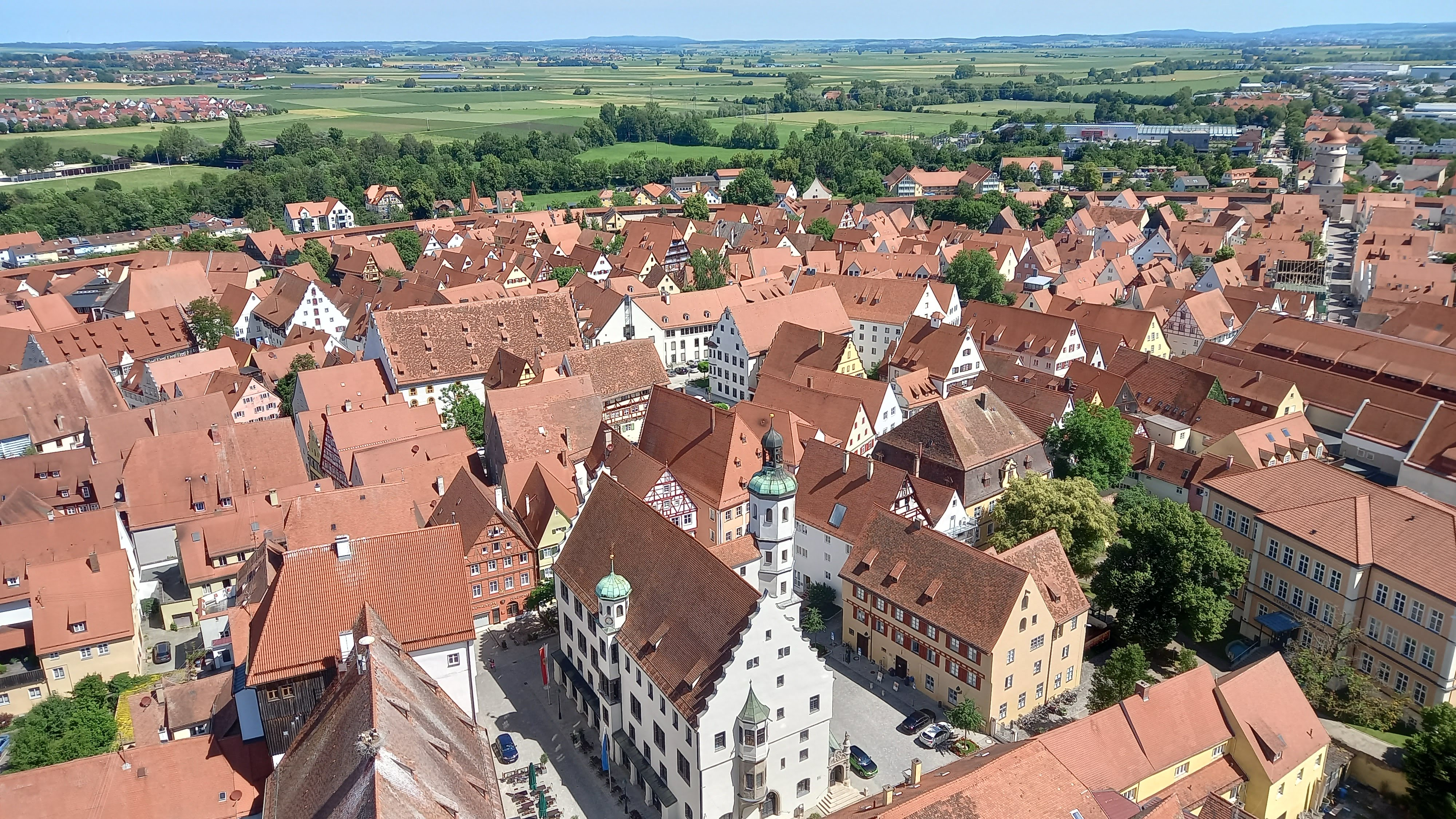
Nördlingen mit Nördlinger Ries im Hintergrund

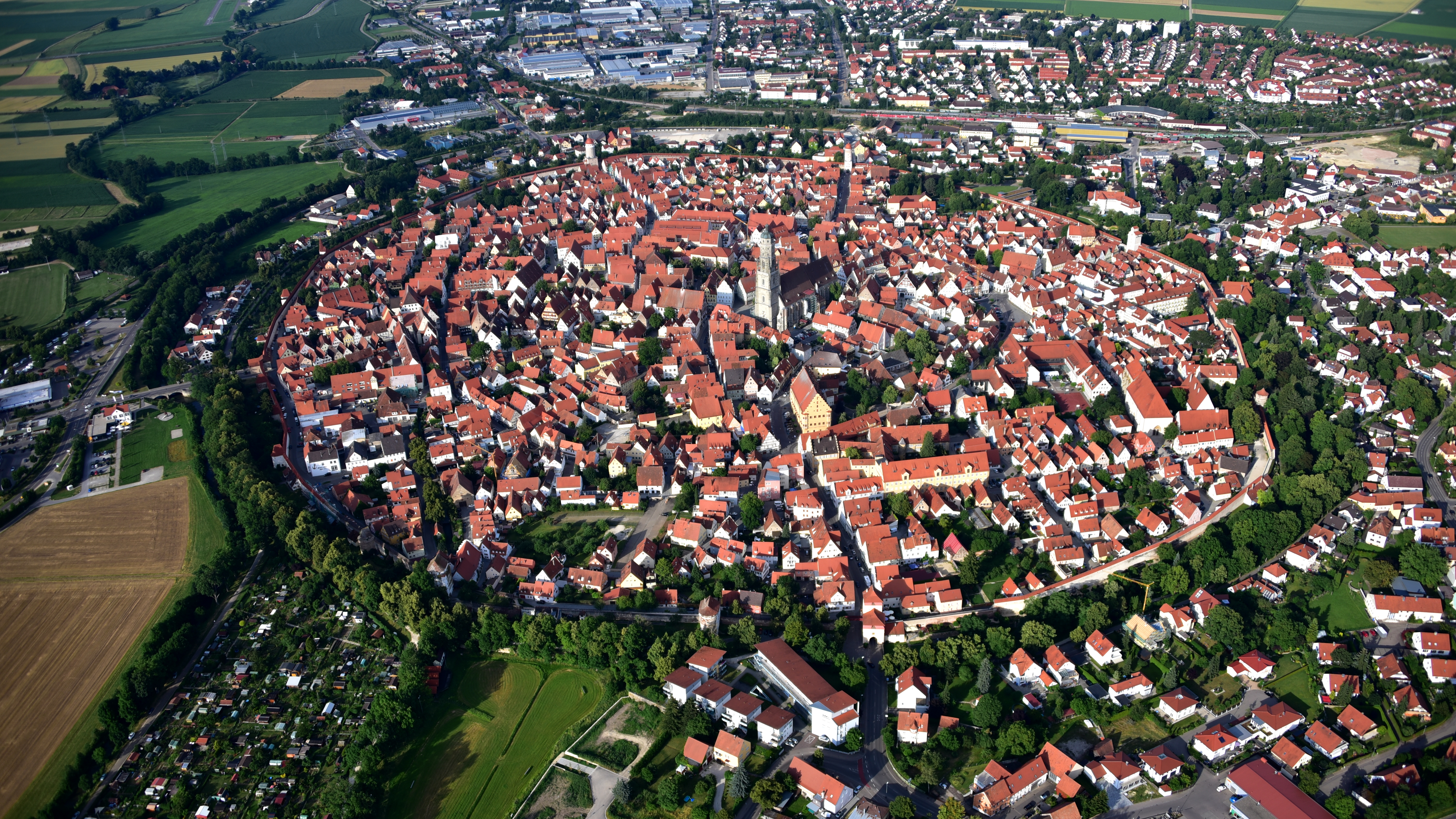
Nördlingen, Luftaufnahme (2016), Blick von Westsüdwest

Nördlingen ([ˈnœʁtlɪŋən] ⓘ; Rieser-schwäbisch Nearle [nɛːərle] oder Nerle) ist eine Große Kreisstadt in Bayerisch-Schwaben und größte Stadt des Landkreises Donau-Ries.
Das erstmals im Jahr 898 urkundlich erwähnte Nördlingen war von der Stadterhebung durch den Stauferkönig Friedrich II. bis zur Eingliederung ins Kurfürstentum Bayern im Zuge der Mediatisierung 1802 eine selbstständige Reichsstadt im Heiligen Römischen Reich. Aufgrund seiner Lage an der Kreuzung zweier großer Handelsstraßen (Frankfurt/Würzburg–Augsburg und Nürnberg–Ulm) war Nördlingen vom Mittelalter bis in die Frühe Neuzeit ein bedeutender Handelsplatz. Der durch die Verheerungen des Dreißigjährigen Krieges und Verlagerung der Handelsrouten verursachte wirtschaftliche Bedeutungsverlust und Stillstand trugen zur weitgehenden Erhaltung des mittelalterlichen Stadtbildes bei und machten Nördlingen letztlich zu einem Ziel des Kulturtourismus. Zusammen mit den Städten Dinkelsbühl und Rothenburg ob der Tauber war von 1984 bis 1993 die Stadt Nördlingen als Kandidatin für die Erhebung zum Weltkulturerbe auf der Tentativliste der UNESCO platziert.

## Geografie
Nördlingen liegt im Nördlinger Ries, dem Einschlagkrater eines Meteoriten, der vor 15 Millionen Jahren in die Alb einschlug. Der Krater hat einen Durchmesser von 23 bis 25 Kilometern; sein Rand ist ringsum als Hügelkette sichtbar. Durch die wissenschaftliche Erforschung des Ries-Ereignisses wurde Nördlingen weltweit bekannt. Das Ries wird von der Wörnitz und der Eger durchflossen; erstere mündet 30 Kilometer südöstlich in die Donau.

### Stadtgliederung
| Stadtteil      | Wappen | Siedlungstyp    | Eingemeindung  | Einwohner (Stand 4. Januar 2021) | Teilorte (Einöden)                  |
| -------------- | ------ | --------------- | -------------- | -------------------------------- | ----------------------------------- |
| Baldingen      |        | Pfarrdorf       | 1. Mai 1978    | 02.041                           |                                     |
| Dürrenzimmern  |        | Pfarrdorf       | 1. Mai 1978    | 00.389                           |                                     |
| Grosselfingen  |        | Pfarrdorf       | 1. Januar 1976 | 00.487                           | Hobelmühle, Wiesmühle               |
| Herkheim       |        | Kirchdorf       | 1. Juli 1972   | 00.511                           |                                     |
| Holheim        |        | Kirchdorf       | 1. Juli 1972   | 00.422                           |                                     |
| Kleinerdlingen |        | Pfarrdorf       | 1. Juli 1972   | 00.656                           |                                     |
| Löpsingen      |        | Pfarrdorf       | 1. Januar 1973 | 01.089                           |                                     |
| Nähermemmingen |        | Pfarrdorf       | 1. Juli 1972   | 00.725                           | Bruckmühle, Klötzenmühle, Walkmühle |
| Nördlingen     |        | Stadt, Hauptort |                | ~13.500~                         |                                     |
| Pfäfflingen    |        | Pfarrdorf       | 1. Januar 1976 | 00.535                           |                                     |
| Schmähingen    |        | Pfarrdorf       | 1. Januar 1978 | 00.385                           | Grünenbaind                         |

### Gliederung der Kernstadt
Die Nördlinger Kernstadt gliedert sich grob in Altstadt, Graben, Wemdinger Viertel, Saubrunnen, Augsburger Viertel, Talbreite, Herkheimer Viertel und Südtiroler Viertel. Die Gemeindeteile Baldingen und Kleinerdlingen gehen fast fließend in die Kernstadt über, während die übrigen Gemeindeteile sich den Charakter abgeschlossener Dörfer erhalten haben.

### Nachbargemeinden
Folgende Gemeinden grenzen an die Stadt Nördlingen:
| Wallerstein        | Maihingen                                   | Oettingen Munningen          |
| Riesbürg Bopfingen | Kompassrose, die auf Nachbargemeinden zeigt | Wechingen Deiningen Alerheim |
| Neresheim          | Hohenaltheim Ederheim                       | Möttingen Reimlingen         |

### Flächennutzung
| Fläche und Flächennutzung | Fläche und Flächennutzung |
| ------------------------- | ------------------------- |
| Gesamtfläche              | 6810 ha                   |
| Landwirtschaftsfläche     | 5418 ha                   |
| Gebäude- und Freifläche   | 591 ha                    |
| Verkehrsfläche            | 529 ha                    |

## Geschichte

### Vorrömische Zeit und Antike

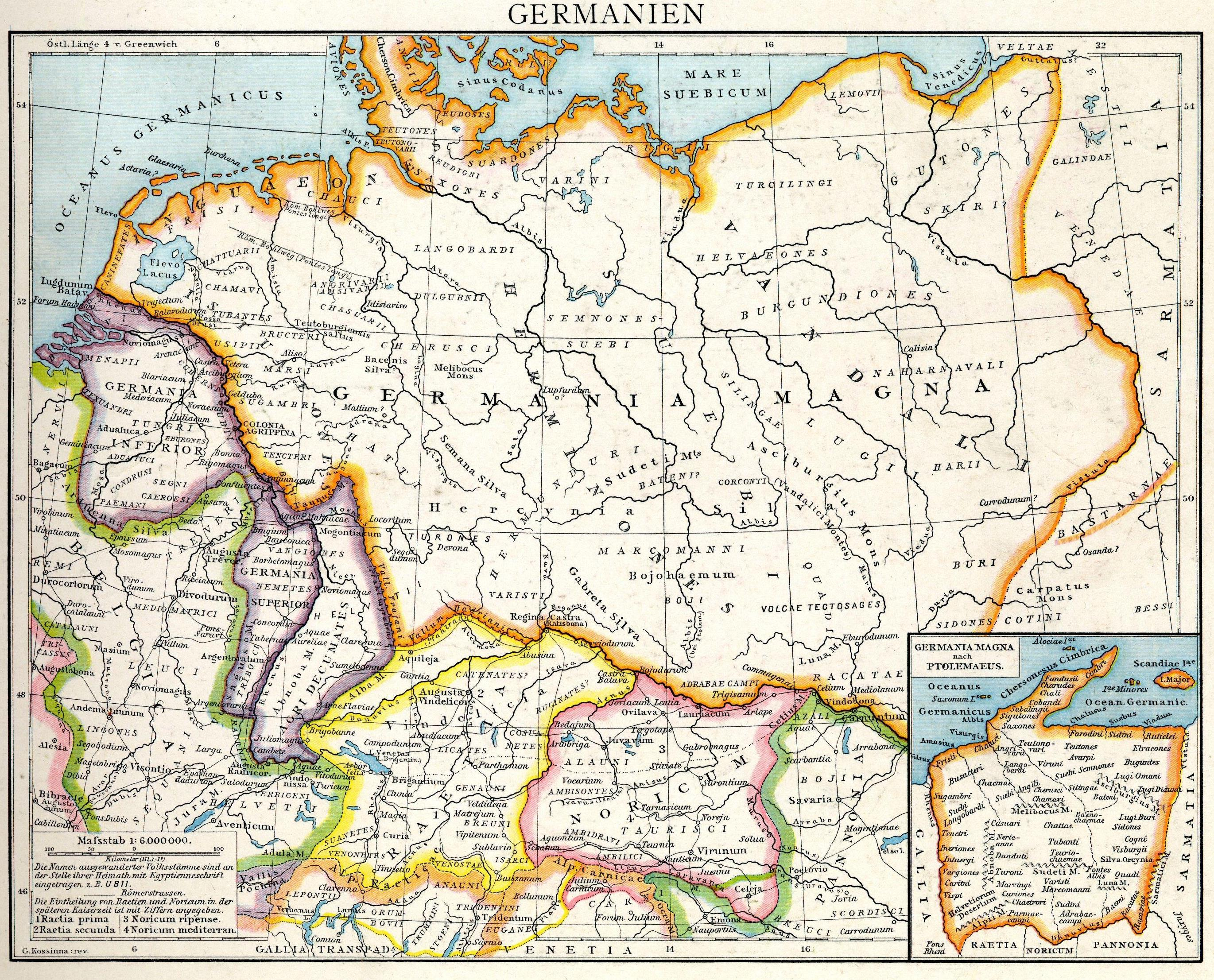
Karte der Provinz Raetia (gelb umrandet) im Römischen Reich und Germania magna (Droysens Historischer Handatlas, 1886)

Funde in den Ofnethöhlen belegen, dass das heutige Ortsgebiet von Nördlingen bereits im Spätpaläolithikum besiedelt war. In den Gemeindeteilen von Nördlingen wurden Fundstellen aus fast allen folgenden vorgeschichtlichen Epochen entdeckt. Besonders intensiv besiedelt war ein Bereich am Ostrand des Gemeindeteils Baldingen, wo Siedlungen der Bandkeramik und des Jungneolithikums, der Urnenfelderkultur, der Hallstatt- sowie der Latènezeit entdeckt wurden. Hier lag auch eine römische Villa mit Brandgräberfeld.
2023 wurde ein Grab aus der Bronzezeit (14. Jahrhundert v. Chr.) entdeckt, das die Überreste eines Mannes, einer Frau und eines Jungen sowie Gegenstände aus Bronze, darunter ein gut erhaltenes Bronzeschwert, enthielt. Es ist unklar, ob sie miteinander verwandt sind. Das Schwert hat einen achteckigen Griff, der durch den Kupferanteil einen grünlichen Schimmer hat.
Um das Jahr 85 n. Chr. – das Ries war zu diesem Zeitpunkt Teil der ihm namensgebenden Provinz Raetia und damit Teil des Römischen Reichs – entstand im Süden der heutigen Stadt ein römisches Kastell mit Siedlung (vicus), das in den Jahren 259/260 bei der Eroberung des heutigen Süddeutschlands durch die Alamannen unterging. Der Name dieser Siedlung lautete wahrscheinlich Septemiacum. Dieser lateinische Ortsname ist durch die Peutingertafel (Tabula Peutingeriana) für die Gegend von Nördlingen zuverlässig überliefert, kann aber bisher nicht sicher der römischen Siedlung im heutigen Nördlingen zugeordnet werden. Ein römischer Gutshof (Villa rustica) wurde im Stadtteil Holheim ausgegraben und kann besichtigt werden. Das römische Nördlingen ist bislang kaum erforscht.

### Mittelalter und frühe Neuzeit
Im 6. und 7. Jahrhundert lässt sich eine alemannische Besiedlung nachweisen. Drei Reihengräberfriedhöfe aus dieser Epoche sind bisher in Nördlingen ausgegraben worden.
„Nordilinga“ wurde im Jahr 898 zum ersten Mal urkundlich als karolingischer Königshof erwähnt. Unter der Herrschaft des Bischofs von Regensburg wuchs Nördlingen zum Markt heran.

#### Reichsstadt

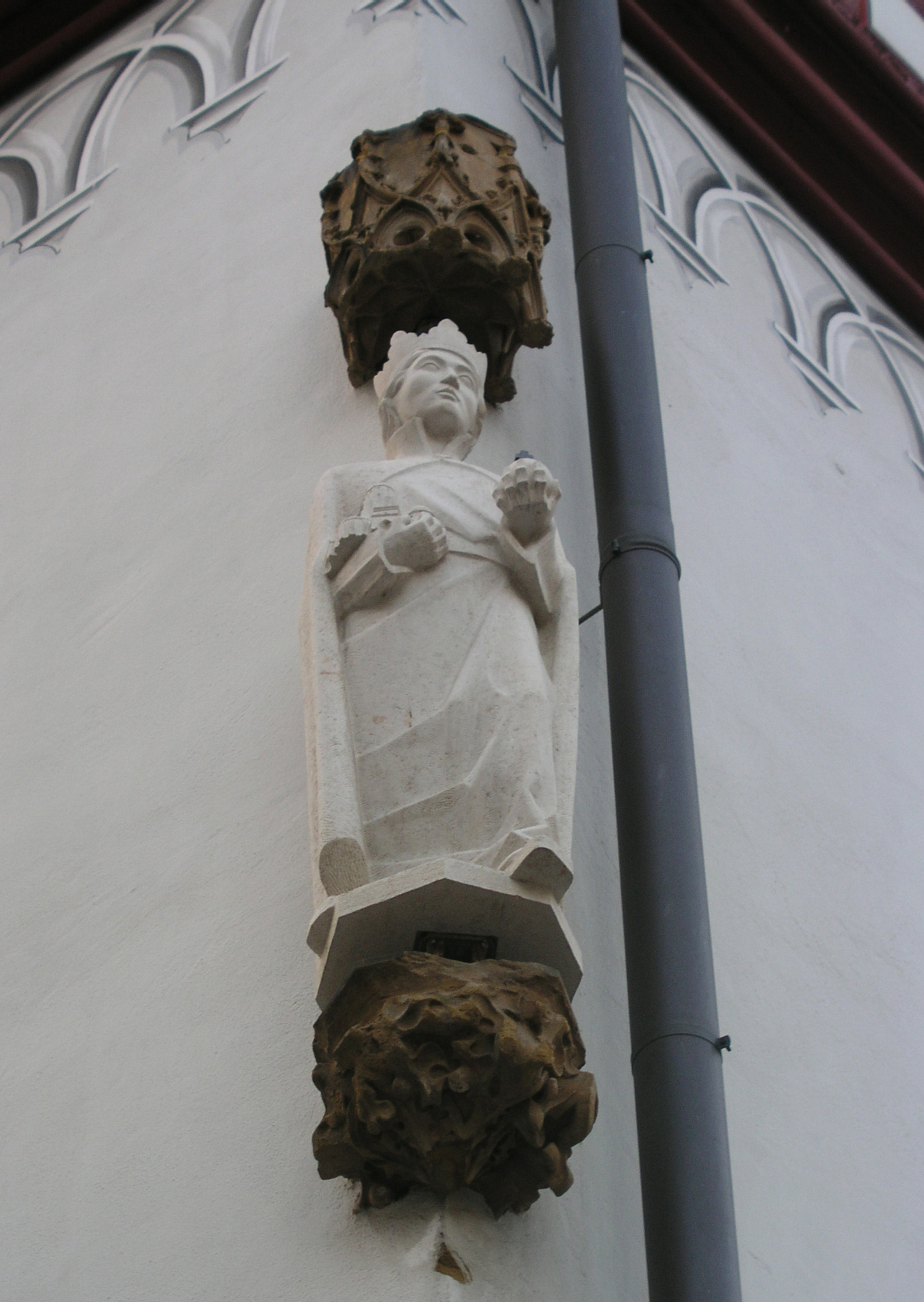
Darstellung Friedrichs II. am Brot- und Tanzhaus

1215 erhielt Nördlingen von König Friedrich II. Stadtrechte und wurde Reichsstadt. In jenem Jahr wurde die erste Stadtmauer errichtet, deren Grundriss bis heute sichtbar ist. 1219 wurde die Nördlinger Pfingstmesse das erste Mal urkundlich erwähnt. Die Stadt, an der Kreuzung zweier großer Handelsstraßen (Frankfurt/Würzburg–Augsburg und Nürnberg–Ulm) gelegen, stieg zum wichtigen Handelsplatz für Getreide, Vieh, Textilien, Pelze und Metallwaren auf. Neben Frankfurt war Nördlingen eine der wichtigsten Fernhandelsmessen Deutschlands. Im großen Freiheitsbrief vom 8. November 1219 gewährte Friedrich II. der Stadt Nürnberg – gleichsam als Wirtschaftsförderung und Einzelfallbestimmung – das Recht, auf den Messen in Nördlingen und Donauwörth einen eigenen Wechseltisch zu unterhalten, mit Nürnberger Pfennigen Gold und Silber aufzukaufen und dieses dort durch den Nürnberger Münzmeister in Geld umzuschlagen; am Ort bestand somit bereits eine Münze.
1238 zerstörte ein Brand einen großen Teil der Stadt, von dem sie sich rasch erholte. So wird Nördlingen in der Reichssteuermatrikel von 1241 mit einer Zahlung von 100 Mark Silber erwähnt. Drei Generationen später hatten sich außerhalb der Stadtmauern eine große Zahl von Handwerkern, vor allem Gerber und Weber, angesiedelt. 1327 wurde der heute noch bestehende Mauerring gebaut, mit dem die ummauerte Stadtfläche auf das Vierfache anwuchs. 1427 begann der Bau der St.-Georgs-Kirche.
Im Verlauf des Rintfleisch-Pogroms wurden im Jahr 1298 fast alle Juden der jüdischen Gemeinde, die sich seit 1250 gebildet hatte, ermordet. Ende 1348 wurden die Juden von Nördlingen Opfer beim Pestpogrom. Der Rat der Stadt ließ danach die jüdischen Schuldscheine einziehen und befreite die Stadt damit von einer Schuld in Höhe von zweitausend Haller. Im Sommer 1384 wurde bei einem weiteren Pogrom die Nördlinger Judengemeinde vollständig ausgelöscht. Da das Pogrom mit Umsturztendenzen in Verbindung gebracht wurde, entschlossen sich die im Rheinisch-Schwäbischen Städtebund organisierten Städte, Nördlingen vorübergehend auszuschließen.
Für das Jahr 1472 ist in den Gerichtsakten der Stadt das Verfahren gegen den städtischen Frauenwirt Linhardt Freiermuth und seine Ehefrau Barbara Taschenfeind protokolliert. Ausgangspunkt der Verhandlung war der Vorwurf der erzwungenen Abtreibung der Dirne Els von Eystett. Das Gericht sprach das Zuhälterpaar schuldig und verbannte den Frauenwirt aus der Stadt. Seine Ehefrau wurde auf der Stirn gebrandmarkt und an den Pranger gestellt. Die im städtischen Archiv von Nördlingen erhaltenen 40 Pergamentseiten zu dieser Gerichtsverhandlung geben einen einmaligen Einblick in die damaligen Zustände eines – der Stadt gehörenden – Bordells.
Ende 1506 erhielt Nördlingen gegen Zahlung von 700/800 Gulden an König Maximilian I. das Juden-Ausschaffungs-Privileg und in der Folge wurden die Juden der Stadt verwiesen und deren Häuser von der Stadt an die Bürger verkauft.
Die Stadt gehörte 1529 zu den Vertretern der protestantischen Minderheit (Protestation) am Reichstag zu Speyer. Ihre Bürgerschaft forderte die ungehinderte Ausbreitung der evangelischen Konfession. 1555 wurde die Reformation in Nördlingen endgültig bestätigt. Bürgermeister Peter Seng d. Ä. (1512–1589) unterzeichnete 1579 für den Rat der Stadt die lutherische Konkordienformel von 1577.

#### Hexenverfolgungen

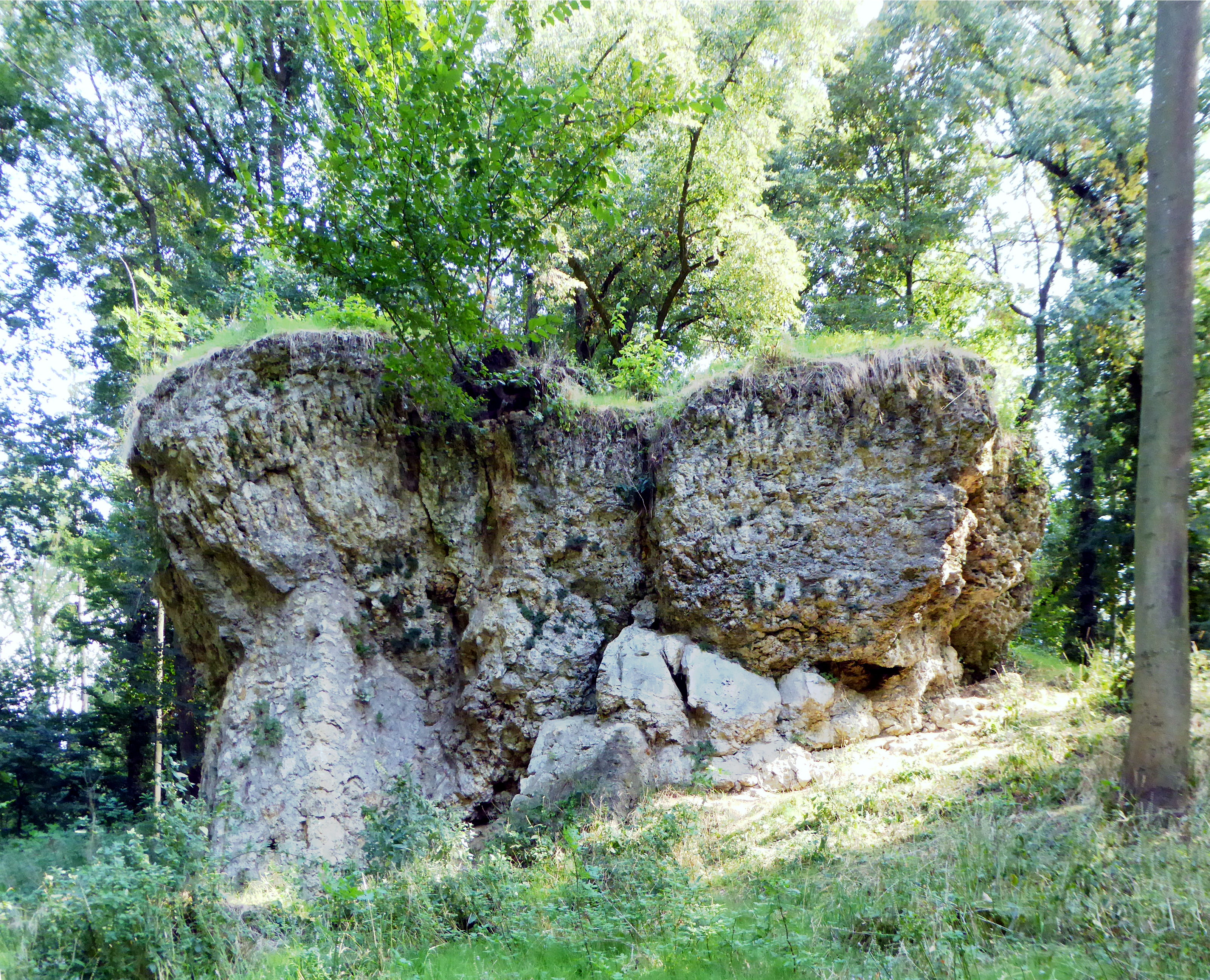
Frühere Hinrichtungsstätte Hexenfelsen auf dem Galgenberg

Die Geschichte der Hexenverfolgung in Nördlingen ist gut dokumentiert. In der Amtszeit von Bürgermeister Johannes Pferinger wurden von 1590 bis 1598 34 Frauen und ein Mann wegen Hexerei auf dem Scheiterhaufen hingerichtet, eine Frau starb bereits in der Haft. Besonders bekannt wurden die Hexenprozesse gegen Rebekka Lemp († 1590) und Maria Holl, die 1594 aus der Haft freikam. Die Verbrennungen der Verurteilten fanden auf der Richtstätte am Galgenberg statt. Da dieser damals nicht bewaldet war, waren die Feuer im ganzen Ries zu sehen.
Die Verfolgungswelle begann mit dem Amtsantritt von Bürgermeister Johannes Pferinger (um 1533–1604) im November 1589. Er wurde bei seinen Hexenprozessen von den zur gleichen Zeit neu angestellten Ratsadvokaten Wolfgang Graf († 1608) und Sebastian Röttinger (1537–1608) und dem Stadtschreiber Paul Maier († 1590) unterstützt. Der Nördlinger Superintendent Wilhelm Friedrich Lutz (1551–1597) war ein erklärter Gegner der Hexenverfolgung und hielt bereits im Dezember 1589 zwei scharfe Predigten gegen das Vorgehen des Rates. Der Rat verbat sich die Einmischung in weltliche Angelegenheiten und setzte sich durch.
Als erste wurde Ursula Haider am 8. November 1589 verhaftet. Die sozial isolierte, ledige Frau hatte öffentlich von einer Liebesbeziehung mit dem Teufel phantasiert und sich selbst eines Kindermordes bezichtigt. In den Verhören beschuldigte sie neun weitere Frauen der Stadt, die dann ebenfalls inhaftiert und verhört wurden. Zwei von ihnen, Margarethe Getzler und Maria Marb, wurden zusammen mit Ursula Haider am 15. Mai 1590 als erste wegen Hexerei öffentlich verbrannt. In ihren Verhören nannten sie weitere Namen, was zu weiteren Verhaftungen und Prozessen führte, diese wiederum zu neuen Namen usw. Bei der zweiten Hexenverbrennung in Nördlingen am 10. Juli 1590 wurden wieder drei Frauen hingerichtet: die geistesverwirrte Apollonia Aißlinger, die wohlhabende Anna Koch und die Ratsherrenwitwe Maria Schöpperlin. Die dritte Hexenverbrennung mit fünf Opfern fand am 9. September 1590 statt. Die Opfer waren: Anna Seng, die Frau des Rathausverwalters Margarethe Frickinger, Margaretha Hummel, die Frau des Zahlmeisters Rebekka Lemp und die wohlhabende Bürgermeisterswitwe Barbara Wörlin. Die Hebamme Barbara Lierheimer war bereits am 23. Juli 1590 in der Haft gestorben.

### Dreißigjähriger Krieg und Folgezeit

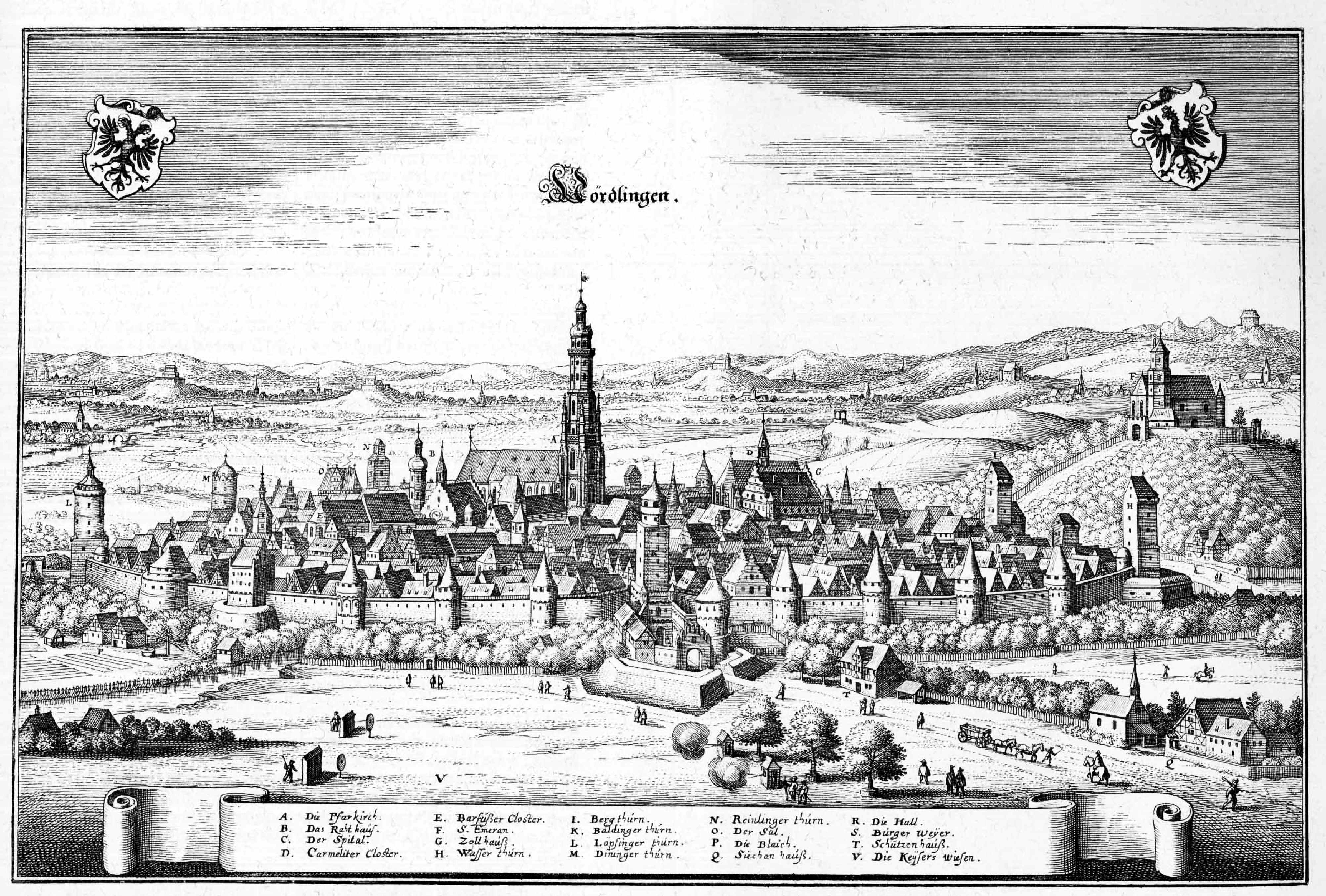
Nördlingen um 1650, Kupferstich von Matthäus Merian d. Ä.

Ein historischer Wendepunkt im Dreißigjährigen Krieg waren die Belagerung von Nördlingen und die darauf folgende Schlacht im Jahre 1634, in der die schwedisch-protestantischen Kräfte erstmals entscheidend von den kaiserlich-habsburgischen Truppen geschlagen wurden. Die Stadt musste sich den Siegern öffnen, wurde aber nach hohen Kontributionszahlungen nicht von den siegreichen Truppen geplündert. Allerdings büßte die Stadt während und nach der Belagerungszeit durch Hunger und Krankheit über die Hälfte ihrer Bevölkerung ein. Auch im Spanischen Erbfolgekrieg wurde die Stadt von den Auswirkungen der in der Nähe stattfindenden Schlachten von Höchstädt in Mitleidenschaft gezogen.
Der Handel verlagerte sich nach dem Krieg zu den Seehäfen – ein weiterer Grund, warum Nördlingen seine Bedeutung als Handelszentrum verlor. Durch den erzwungenen Stillstand blieb das mittelalterliche Stadtbild gut erhalten.
Mit der Grafschaft Oettingen, deren Enklave Nördlingen wurde, gab es häufig Konflikte um Hoheitsrechte. Vom 16. bis Anfang des 18. Jahrhunderts reichte Nördlingen 103 diesbezügliche Klagen vor dem Reichskammergericht ein.

### Mediatisierung bis heute
Im Zuge der napoleonischen Neuordnung Deutschlands verlor Nördlingen im Reichsdeputationshauptschluss 1803 seinen Status als Reichsstadt und fiel an das Kurfürstentum Bayern, das im Vorgriff auf die bereits ausgehandelten Bedingungen die Stadt schon im September 1802 besetzt und ihre verwaltungsmäßige Eingliederung vollzogen hatte. Zum 1. Januar 1806 wurde die Stadt entsprechend der im Frieden von Pressburg erreichten Rangerhöhung des Fürsten königlich-bayerische Landstadt.

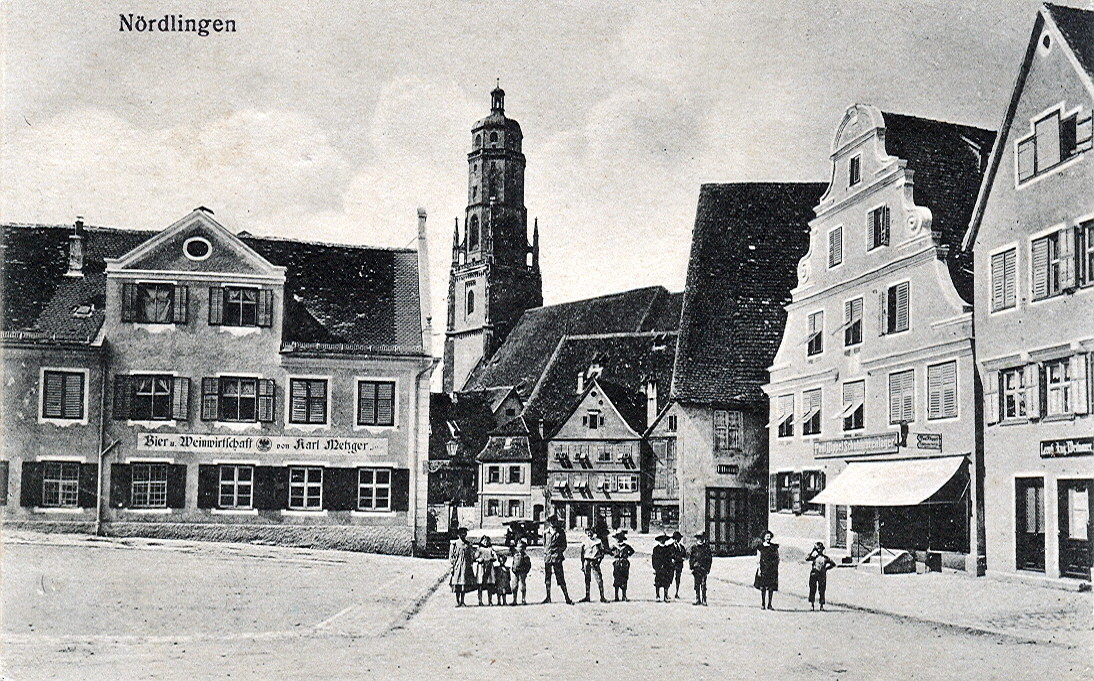
Brettermarkt um 1918

Am 15. Mai 1849 wurde Nördlingen mit der Inbetriebnahme des Abschnittes der Ludwig-Süd-Nord-Bahn von Donauwörth her an das Netz der Königlich Bayerischen Staats-Eisenbahnen angeschlossen. Im gleichen Jahr wurden die weiteren Abschnitte bis Nürnberg eröffnet. Die dritte Eisenbahnverbindung unter Führung der Königlich Württembergischen Staats-Eisenbahnen wurde am 3. Oktober 1863 mit der Strecke nach Aalen als zweitem Teil der damaligen Remsbahn eröffnet. Damit wurde Nördlingen neben Ulm der zweite Grenzbahnhof zum Königreich Württemberg. Im gleichen Jahr begann mit Inbetriebnahme des Gaswerks am Bleichgraben auch die Gasversorgung der Stadt.
Seit dem Mittelalter waren in Nördlingen jüdische Familien ansässig, die ihre Toten auf dem Jüdischen Friedhof am Nähermemminger Weg begruben und sich 1885 in der Kreuzgasse 1 ihre neue Synagoge errichteten. Dieses Gotteshaus wurde beim Novemberpogrom 1938 von SA-Männern verwüstet, woran eine Gedenktafel am heutigen Evangelischen Gemeindehaus erinnert. Mit einem Gedenkstein auf dem Jüdischen Friedhof wird seit 1979 der jüdischen Bürger gedacht, die Opfer der Shoa wurden.
Erst 1939 erreichte Nördlingen wieder die Bevölkerungszahl von 1618.
Bei Luftangriffen gegen Ende des Zweiten Weltkrieges kamen im Frühjahr 1945 insgesamt 33 Menschen ums Leben. Der Bahnhof und mehrere Wohnhäuser wurden zerstört, die St.-Georgs-Kirche schwer beschädigt. Der nahezu komplette Rest der historischen Altstadt blieb jedoch verschont.
Ab 1945 gehörte Nördlingen zur Amerikanischen Besatzungszone. Die amerikanische Militärverwaltung richtete ein DP-Lager ein zur Unterbringung so genannter Displaced Persons (DP). Das Lager wurde von der UNRRA betreut und beherbergte ungefähr 500 DPs. Die meisten von ihnen stammten aus Lettland und Litauen.
Mehr als 4500 Heimatvertriebene ließen sich nach dem Krieg in Nördlingen nieder, die meisten aus Olmütz in Mähren im heutigen Tschechien. 1961 waren 28,37 % der Einwohner der Stadt Nördlingen Heimatvertriebene.
Im Zuge der kommunalen Neugliederung Bayerns verlor Nördlingen am 1. Juli 1972 seinen Status als kreisfreie Stadt und wurde in den neugebildeten Landkreis Nördlingen-Donauwörth eingegliedert, der am 1. Mai 1973 den heutigen Namen Landkreis Donau-Ries erhielt.

### Eingemeindungen
Im Zuge der Gebietsreform in Bayern wurden am 1. Juli 1972 die Gemeinden Herkheim, Holheim, Kleinerdlingen und Nähermemmingen eingegliedert. Am 1. Januar 1973 kam Löpsingen hinzu. Großelfingen (damalige Schreibweise) und Pfäfflingen folgten am 1. Januar 1976. Die Reihe der Eingemeindungen wurde mit der Eingliederung von Schmähingen am 1. Januar 1978 sowie Baldingen und Dürrenzimmern am 1. Mai 1978 abgeschlossen.

### Einwohnerentwicklung
Zwischen 1988 und 2018 wuchs die Stadt von 18.278 auf 20.379 Einwohner bzw. um 11,5 %.

## Religion
- Nördlingen, das 1522 die Reformation einführte (Kaspar Kantz, Theobald Billicanus), ist Sitz des Evangelisch-Lutherischen Dekanats Nördlingen im Kirchenkreis Augsburg der Evangelischen Landeskirche Bayern.
- Das katholische Dekanat Nördlingen gehört zum Bistum Augsburg.

## Politik

### Stadtrat
Der Stadtrat besteht aus 30 Mitgliedern (2014: 24), deren Sitze sich seit der Kommunalwahl am 15. März 2020 entsprechend dem Stimmenanteil wie folgt aufteilen:
| Partei / Gruppierung                | Stimmenanteil | Sitze | G/V |
| CSU                                 | 27,21 %       | 8     | + 1 |
| Stadtteilliste                      | 20,88 %       | 6     | ± 0 |
| PWG (Parteilose Wählergemeinschaft) | 20,09 %       | 6     | + 2 |
| Bündnis 90/Die Grünen*              | 13,82 %       | 4     | + 1 |
| SPD                                 | 11,87 %       | 4     | + 1 |
| Nördlinger Frauenliste*             | 05,05 %       | 2     | + 1 |

G/V: Gewinn oder Verlust gegenüber der Wahl 2014

* Grüne und Frauenliste bilden zusammen eine Fraktionsgemeinschaft.

### Bürgermeister
| Name                                   | Partei                  | Funktion                 | Amtszeit  |
| -------------------------------------- | ----------------------- | ------------------------ | --------- |
| Daniel Eberhart Dolp                   |                         | Erster Bürgermeister     | 1761–1771 |
| Georg Christian Freiherr von Troeltsch |                         | Erster Bürgermeister     | 1771–1804 |
| Georg Friedrich Cramer                 |                         | Erster Bürgermeister     | 1804–1818 |
| Christian Schröpel                     |                         | Erster Bürgermeister     | 1818–1831 |
| Friedrich Wilhelm Doppelmayr           |                         | Erster Bürgermeister     | 1831–1845 |
| Adolf Liederer von Linderskorn         |                         | Erster Bürgermeister     | 1845–1848 |
| Karl Brater                            |                         | Erster Bürgermeister     | 1848–1851 |
| August Emil Luthardt                   |                         | Erster Bürgermeister     | 1851–1854 |
| Wilhelm Erhard                         |                         | Erster Bürgermeister     | 1854–1862 |
| Christoph Bauer                        |                         | Erster Bürgermeister     | 1862–1865 |
| Johannes von Teubern                   |                         | Erster Bürgermeister     | 1865–1871 |
| Balthasar Ritter von Reiger            | Nationalliberale Partei | Erster Bürgermeister     | 1871–1913 |
| Wilhelm Brunco                         |                         | Erster Bürgermeister     | 1914–1916 |
| Otto Mainer                            | Nationalliberale Partei | Erster Bürgermeister     | 1916–1927 |
| Wilhelm Hausmann                       | DNVP, ab 1933 NSDAP     | Erster Bürgermeister     | 1927–1939 |
| Heinrich Schulz                        | NSDAP                   | Kommissar. Bürgermeister | 1939–1941 |
| Eugen Einberger                        | NSDAP                   | Kommissar. Bürgermeister | 1941–1944 |
| Paul Söldner                           |                         | Erster Bürgermeister     | 1945–1946 |
| Josef Feil                             |                         | Erster Bürgermeister     | 1946–1948 |
| Johannes Weinberger                    | SPD                     | Oberbürgermeister        | 1948–1964 |
| Hermann Keßler                         | CSU                     | Oberbürgermeister        | 1964–1982 |
| Paul Kling                             | CSU                     | Oberbürgermeister        | 1982–2006 |
| Hermann Faul                           | PWG                     | Oberbürgermeister        | 2006–2020 |
| David Wittner                          | PWG                     | Oberbürgermeister        | seit 2020 |

### Stadtwappen
| Wappen der Stadt Nördlingen | Blasonierung: „In Gold ein golden gekrönter und golden bewehrter schwarzer Adler mit roter Zunge.“ |
| Wappen der Stadt Nördlingen | Wappenbegründung: Aus dem Jahr 1247 ist der Abdruck eines Siegels überliefert mit der Umschrift S. BVRGENSIVM IN NORDELINGEN, die in dieser Form bis 1415 verwendet wurde. Der Abdruck zeigt den reichsstädtischen Adler ohne Krone, frei im Siegelbild schwebend. Nur in einem einzig überlieferten Abdruck von 1256 erscheint ein gekrönter Adler. Seit 1445 tritt der Adler mit der Krone auf, wohl als Zeichen dafür, dass Nördlingen nun tatsächlich Reichsstadt geworden war. Von etwa 1537 bis in das 18. Jahrhundert wurde die Brust des gekrönten Adlers mit dem Großbuchstaben N belegt zur Unterscheidung von den Wappen anderer schwäbischer Reichsstädte. Von 1803 bis 1810 führte das Wappen über dem Adlerschild das bayerische Kurwappen mit dem Kurhut. König Max I. Joseph verlieh der Stadt 1811 ein neues Wahrzeichen: ein von Silber und Schwarz geteilter Schild; oben nebeneinander fünf blaue Rauten, unten schwebend ein goldener Stern, der als „Nordstern“ redend für den Ortsnamen stand. Der Reichsadler im alten Wappen war als Symbol des Alten Reichs zur damaligen Zeit unerwünscht. Im Jahr 1863 genehmigte König Maximilian II. die Wiederannahme des alten Wappens. Die Farben sind seit dem 15. Jahrhundert überliefert mit Ausnahmen aus dem 16. Jahrhundert, als mancherorts Abbildungen in umgekehrten Farben zu finden sind. |

### Städtepartnerschaften
- Seit 1967:  Wagga Wagga in New South Wales in Australien
- Seit 1970:  Riom in der Region Auvergne-Rhône-Alpes in Frankreich
- Seit 1991:  Stollberg/Erzgeb. in Sachsen in Deutschland
- Seit Oktober 2001:  Markham in Ontario in Kanada
Der 1744 im Ries geborene Johann Albrecht Ulrich Moll führte als erster Siedler 1794 eine Gruppe von 64 Familien von Deutschland nach Markham. Er gilt als unbestrittener Gründer von Markham.
In Würdigung der Städtepartnerschaft mit Markham wurde am 20. Juni 2005 nahe dem Nördlinger Rathaus ein „Freundschaftsbaum“ gepflanzt.[26]
- Seit 2008:  Olmütz in der Region Olomoucký kraj in Tschechien[27]

### Patenschaft
- 1951 wurde die Patenschaft für die vertriebenen Sudetendeutschen aus der Stadt und dem Landkreis Tetschen-Bodenbach übernommen.
- 1976 wurde die Patenschaft für die vertriebenen Deutschen aus der Stadt Olmütz übernommen.

## Kultur und Sehenswürdigkeiten

### Bauwerke

#### Stadtmauer

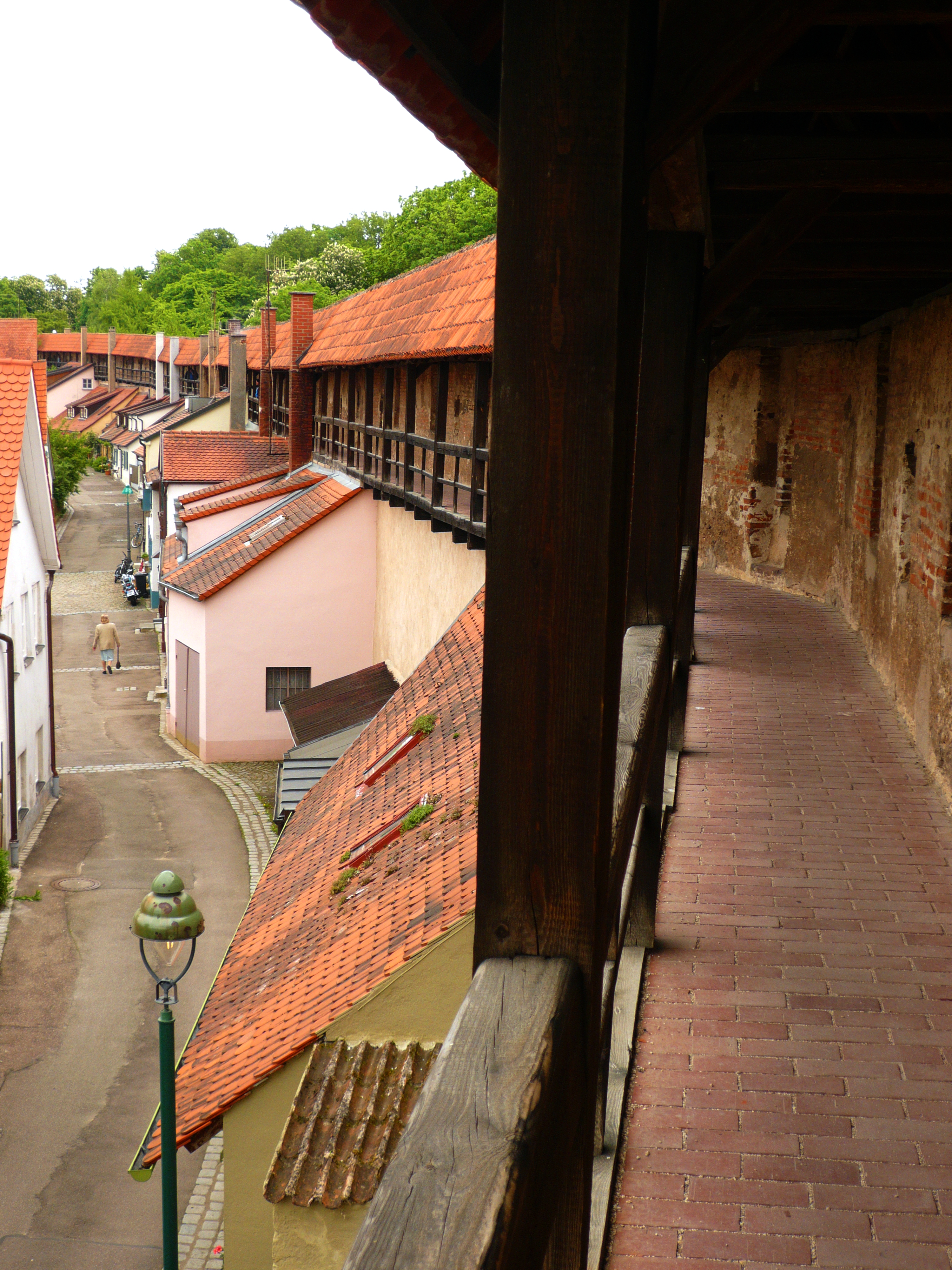
Stadtmauer

Die komplett erhaltene Stadtmauer von 1327 hat fünf Tore mit Tortürmen, elf weitere Türme und zwei Bastionen.
Das größte Stadttor ist das Berger Tor im Südwesten. Im Uhrzeigersinn folgen das Baldinger Tor im Nordwesten, das Löpsinger Tor, das auch das Stadtmauermuseum beherbergt, im Nordosten, das Deininger Tor im Osten und das Reimlinger Tor im Südosten. Die Türme sind im Uhrzeigersinn Feilturm, Löwenturm, Oberer Wasserturm, Backofentürme (5), Spitzturm, Unterer Wasserturm und Reißturm. Die Alte Bastei, die in zwei Geschossen zehn Geschütze aufnehmen kann, ist vollständig erhalten. Die Neue Bastei hingegen wurde 1808–1826 abgebrochen.
Die Nördlinger Stadtmauer ist 2,6 km lang und eine der besterhaltenen in Deutschland. Ihr Wehrgang ist vollständig begehbar, so dass auf diese Weise die ganze Stadt umrundet werden kann.

#### Kirchen
Das Wahrzeichen Nördlingens ist der rund 90 Meter hohe Kirchturm der 1427–1505 erbauten gotischen St.-Georgs-Kirche, der Daniel genannt wird. Sehenswert ist auch die katholische St.-Salvator-Kirche am südwestlichen Rand der Innenstadt. Die neogotische Friedhofskirche St. Emmeram wurde 1874–1875 erbaut, geht aber auf Nördlingens erste Kirche aus dem 9. Jahrhundert zurück. Die Spitalkirche entstand im 13. Jahrhundert als Teil des Heilig-Geist-Spitals. Die neuapostolische Kirche an der Gartenstraße wurde 1954 bezogen. Die Pfarrkirche St. Josef wurde 1960 bis 1962 errichtet.

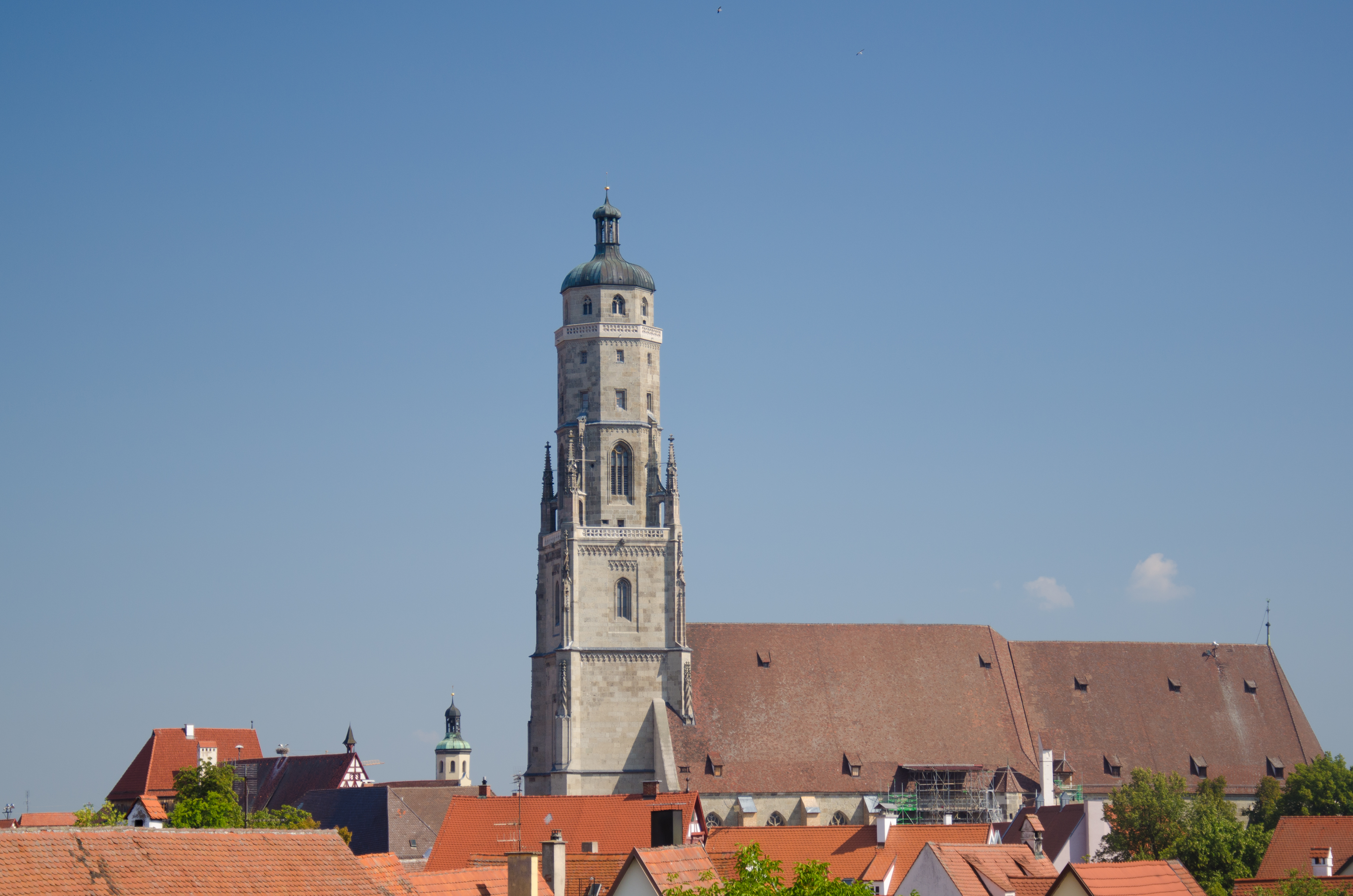
St.-Georgs-Kirche mit dem im Volksmund Daniel genannten Kirchturm
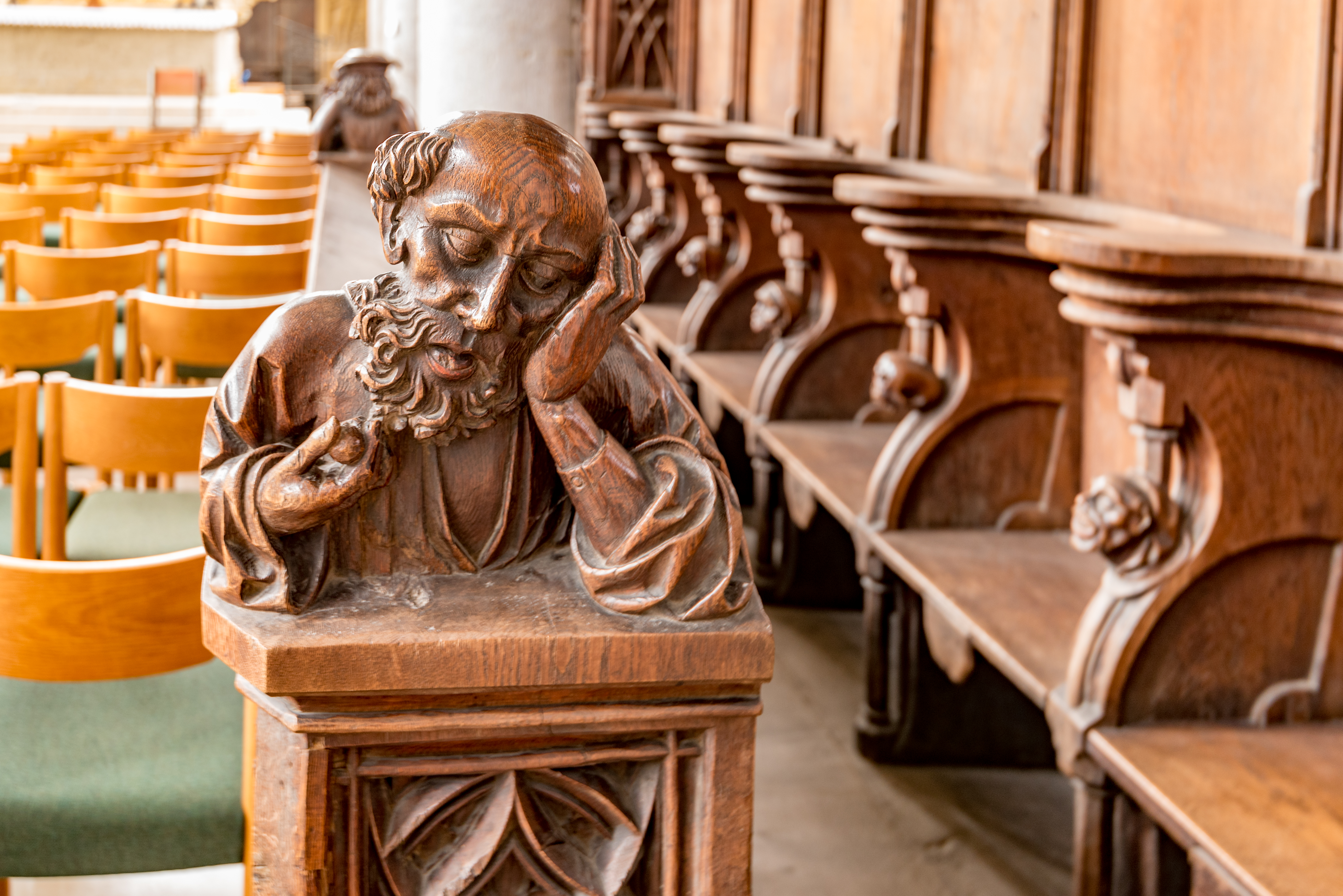
Chorgestühl in St. Georg
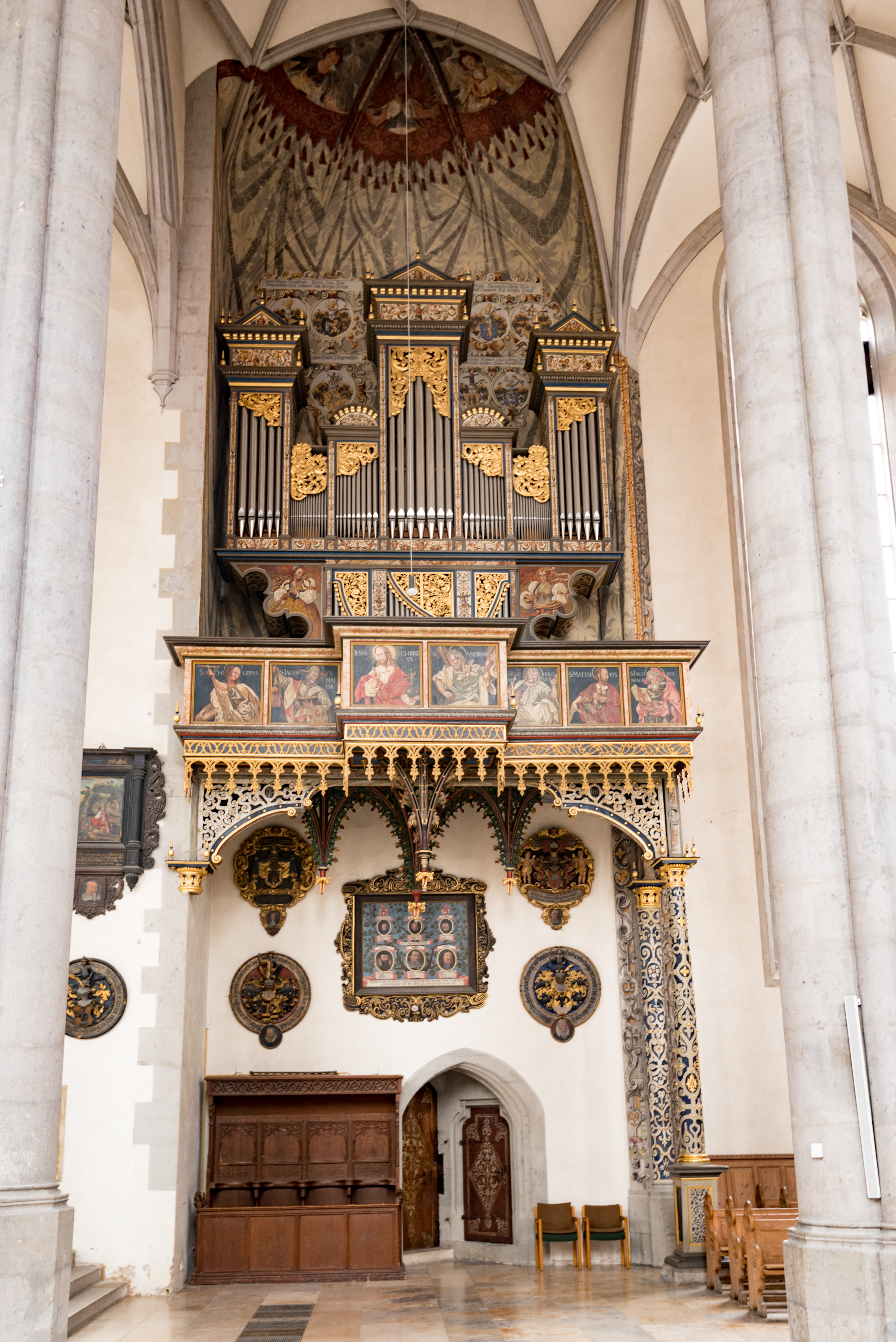
St.-Georgs-Kirche
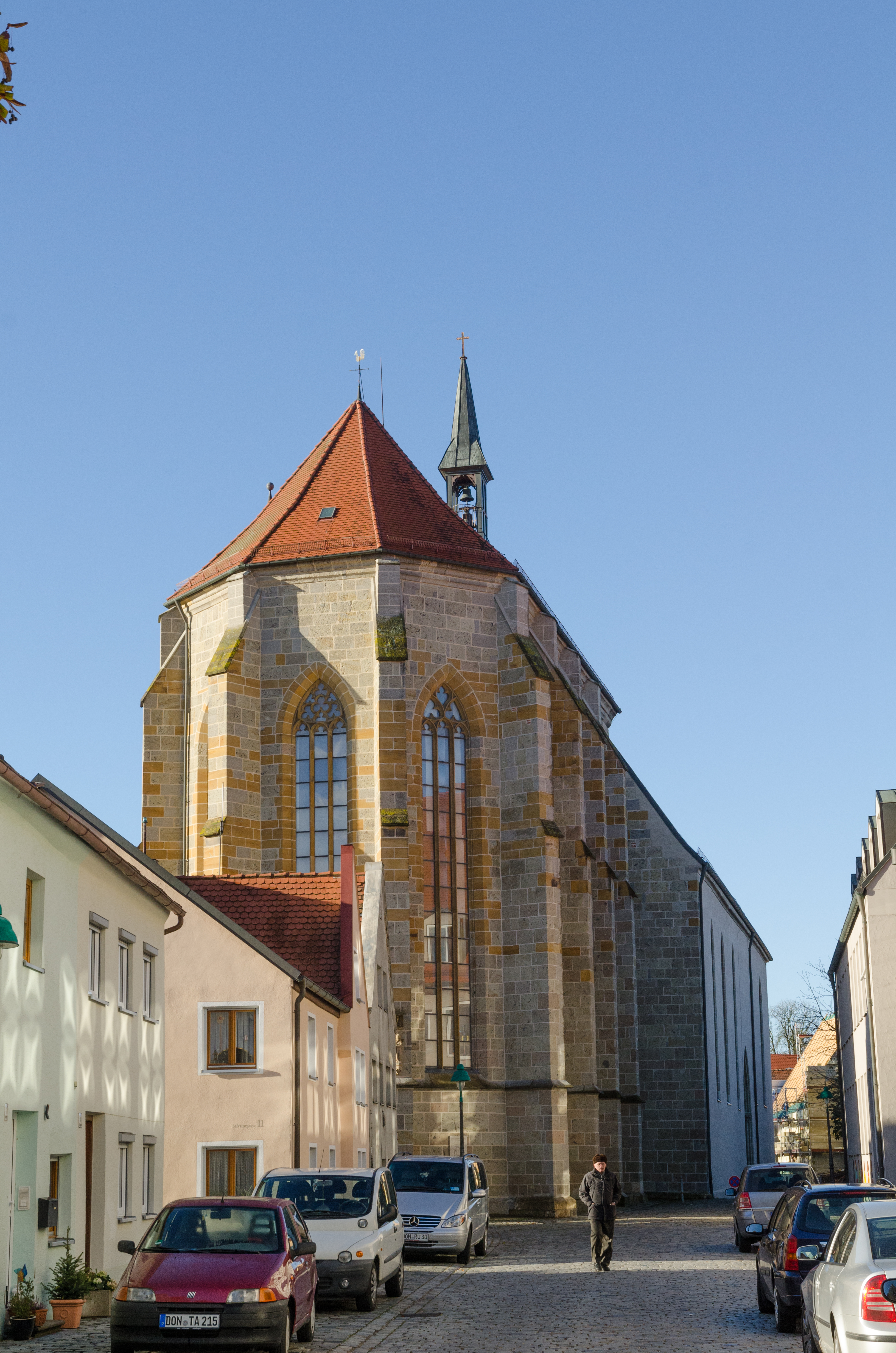
Salvatorkirche
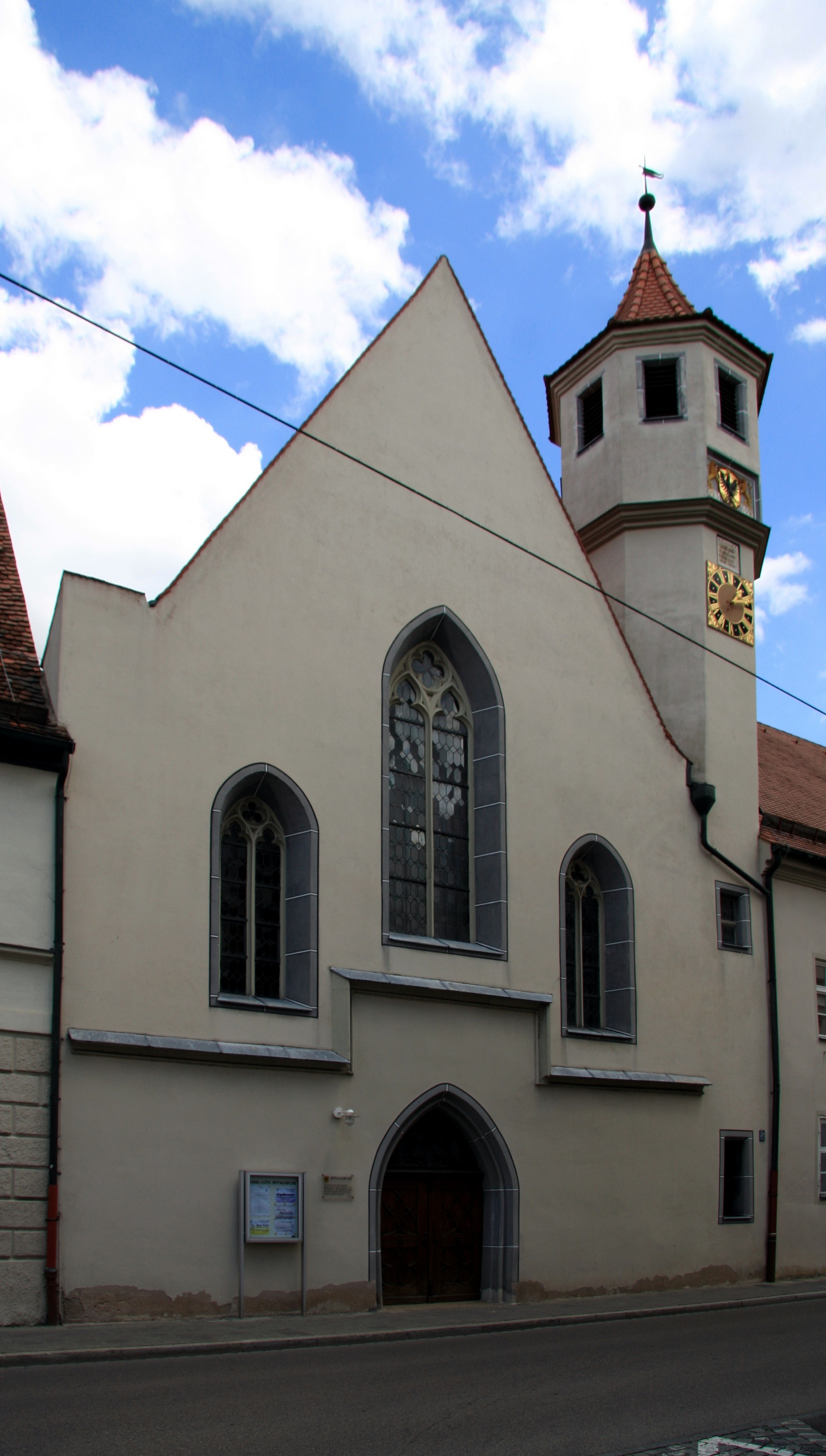
Spitalkirche

#### Marktplatz
Gleich nördlich der St.-Georgs-Kirche liegt der Marktplatz, auf dem sich im Mittelalter alljährlich zehn Tage lang das Messepublikum tummelte. Die Tuchhändler präsentierten ihre Ware im 1442–1444 entstandenen Brot- und Tanzhaus, dessen Obergeschoss als Festsaal diente. Mit ihm durch eine Brücke verbunden war zu Messezeiten das 1363 erbaute Fachwerkhaus Metzig, das an normalen Tagen die Verkaufsstände der Metzger beherbergte und zu Messezeiten als Erweiterung der Verkaufsfläche diente. Nördlich daran schließt sich das bereits 1304 urkundlich erwähnte Hohe Haus an.
Das Gasthaus zur Sonne auf der gegenüberliegenden Seite wurde 1350 erbaut und seit 1405 als Fürstenherberge genutzt. Um 1500 logierten dort die Kaiser Friedrich III. und Maximilian I. sowie 1548 auch Karl V. Im Jahr 1788 war Johann Wolfgang von Goethe zu Gast und 1970 nahmen die amerikanischen Astronauten des Apollo-Mondfahrtprogramms dort Quartier.
Nördlich anschließend steht das Rathaus. Wie die St.-Georgs-Kirche und viele andere Stadthäuser ist es aus dem porösen Suevitstein des Nördlinger Rieses erbaut. Bereits 1313 ist es in einer Verkaufsurkunde belegt; in jener Zeit wurde es als Messekaufhaus genutzt. 1382 mietete die Stadt das Gebäude an und nutzt es seitdem ununterbrochen als Rathaus. Um 1500 wurde das Obergeschoss mit seinem Treppengiebel und dem Giebelerker auf das Gebäude gesetzt, 1509 wurde der Schatzturm und 1618 der repräsentative Renaissance-Treppenaufgang angebaut. Innen im großen Versammlungssaal, in dem sich im 16. Jahrhundert die Abgeordneten des Schwäbischen Bundes trafen, befindet sich ein großes, wertvolles Wandfresko von Hans Schäufelin.

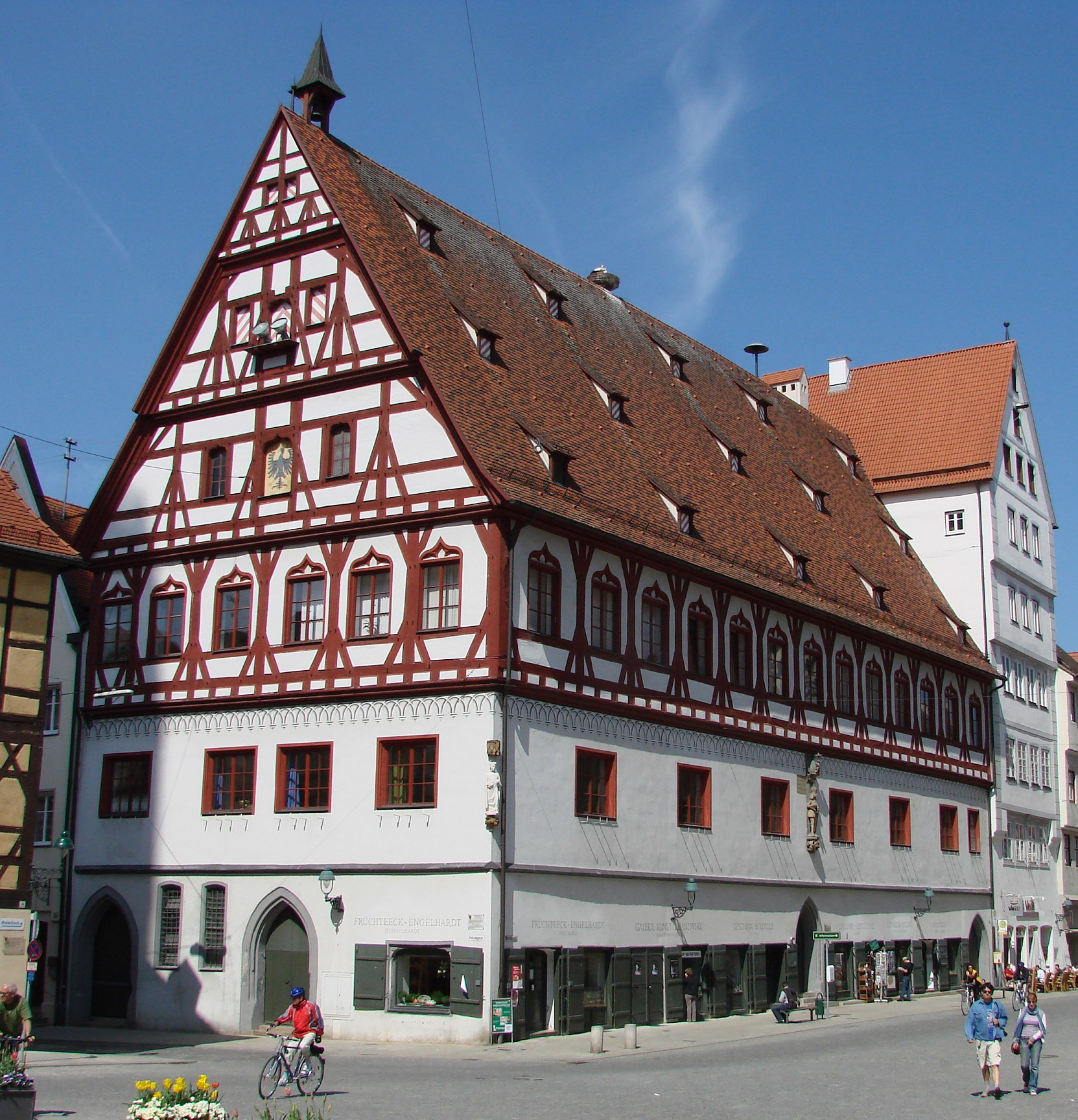
Brot- und Tanzhaus
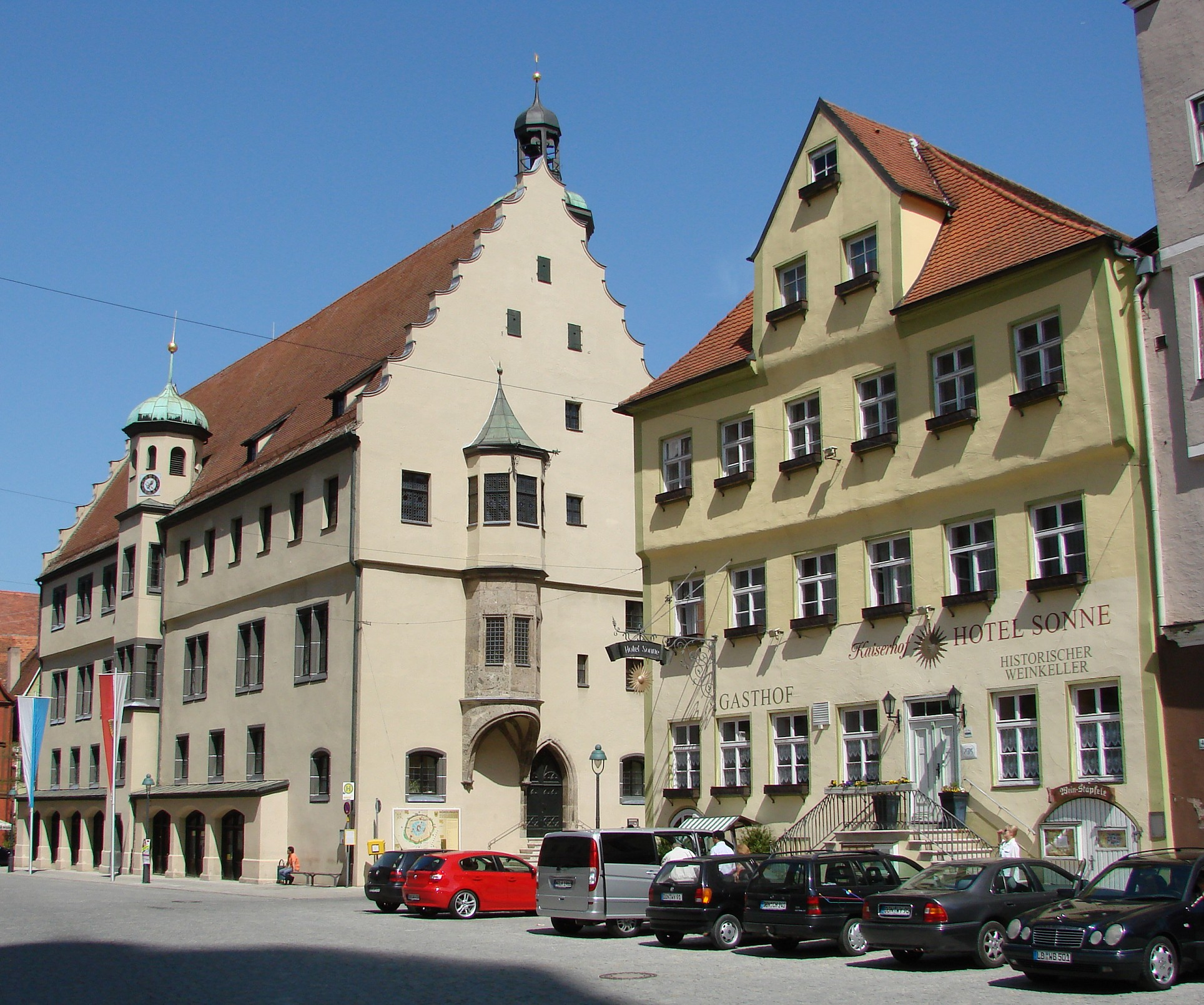
Fürstenherberge und Rathaus
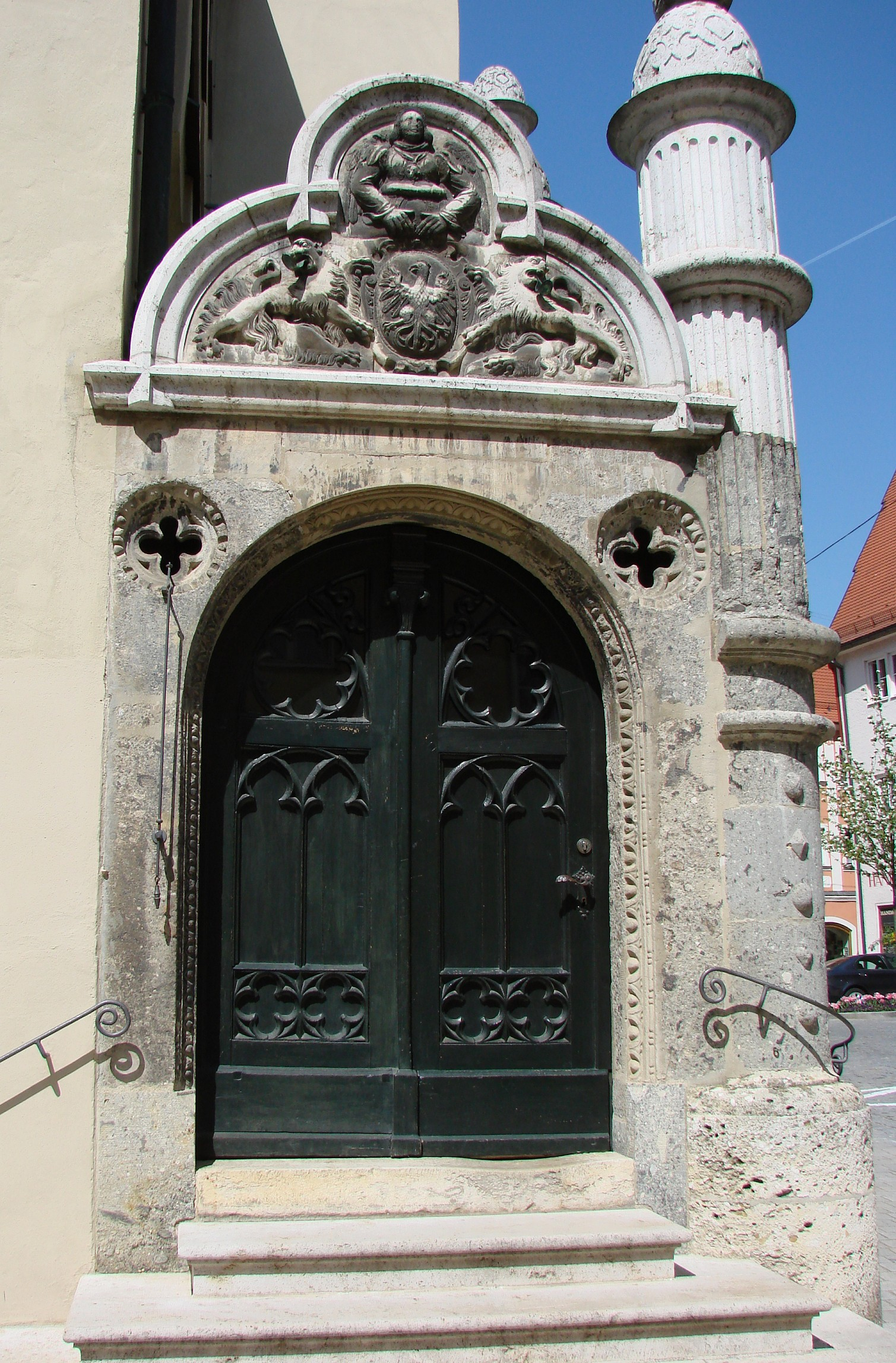
Treppenportal zum Rathaus
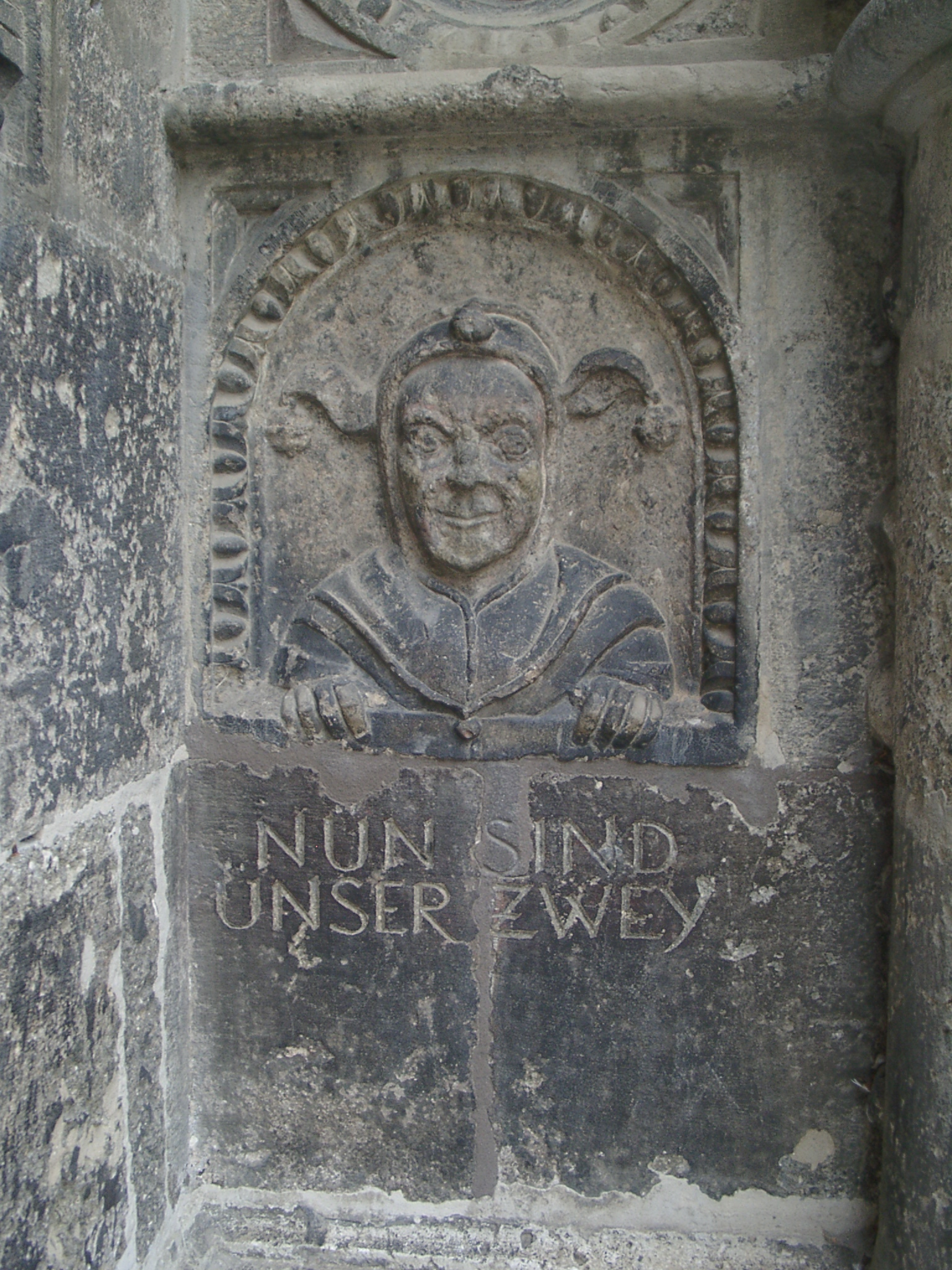
Narrenbildnis am Rathaus
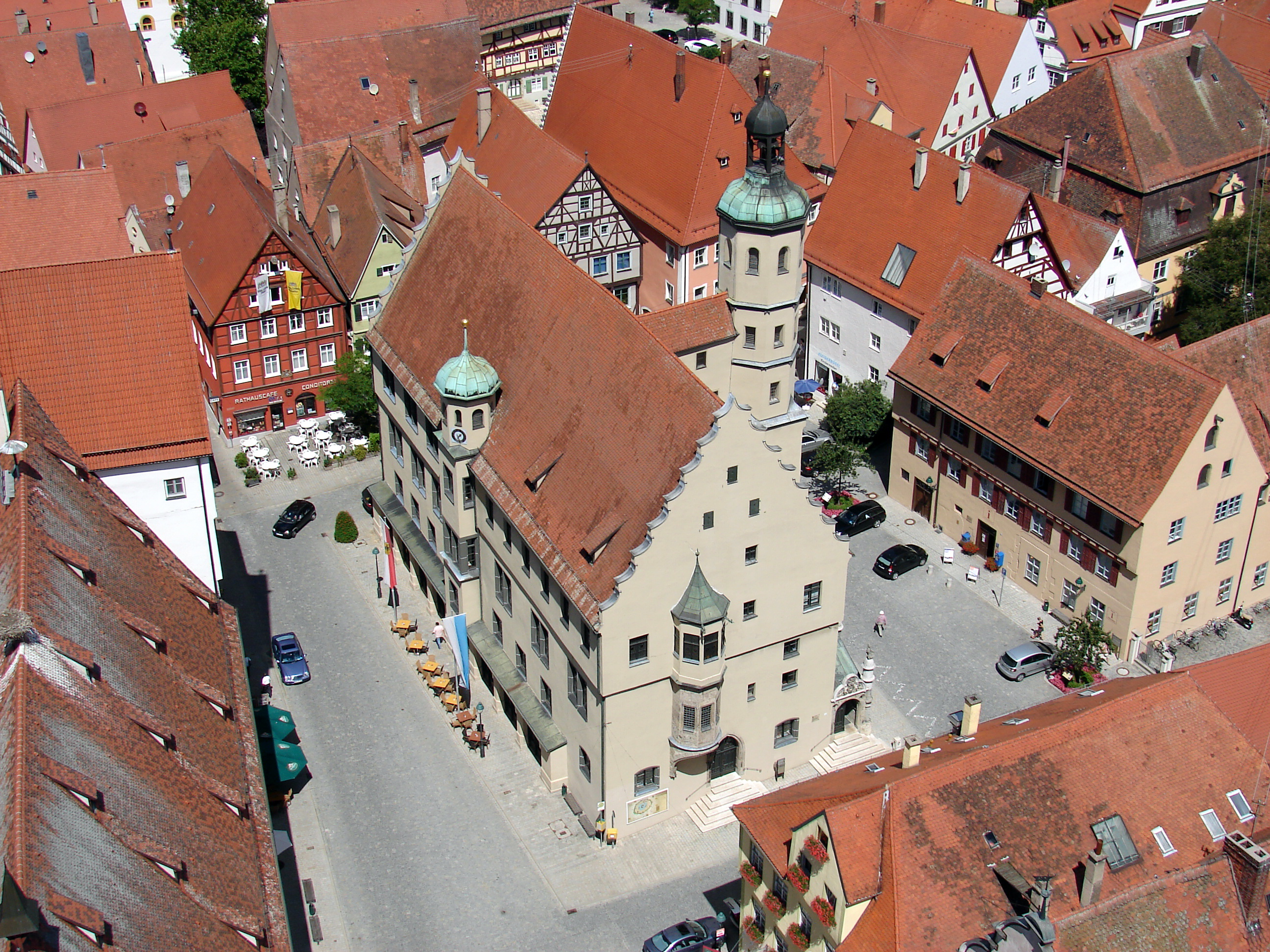
Blick vom „Daniel“ auf das Rathaus

#### Altstadt

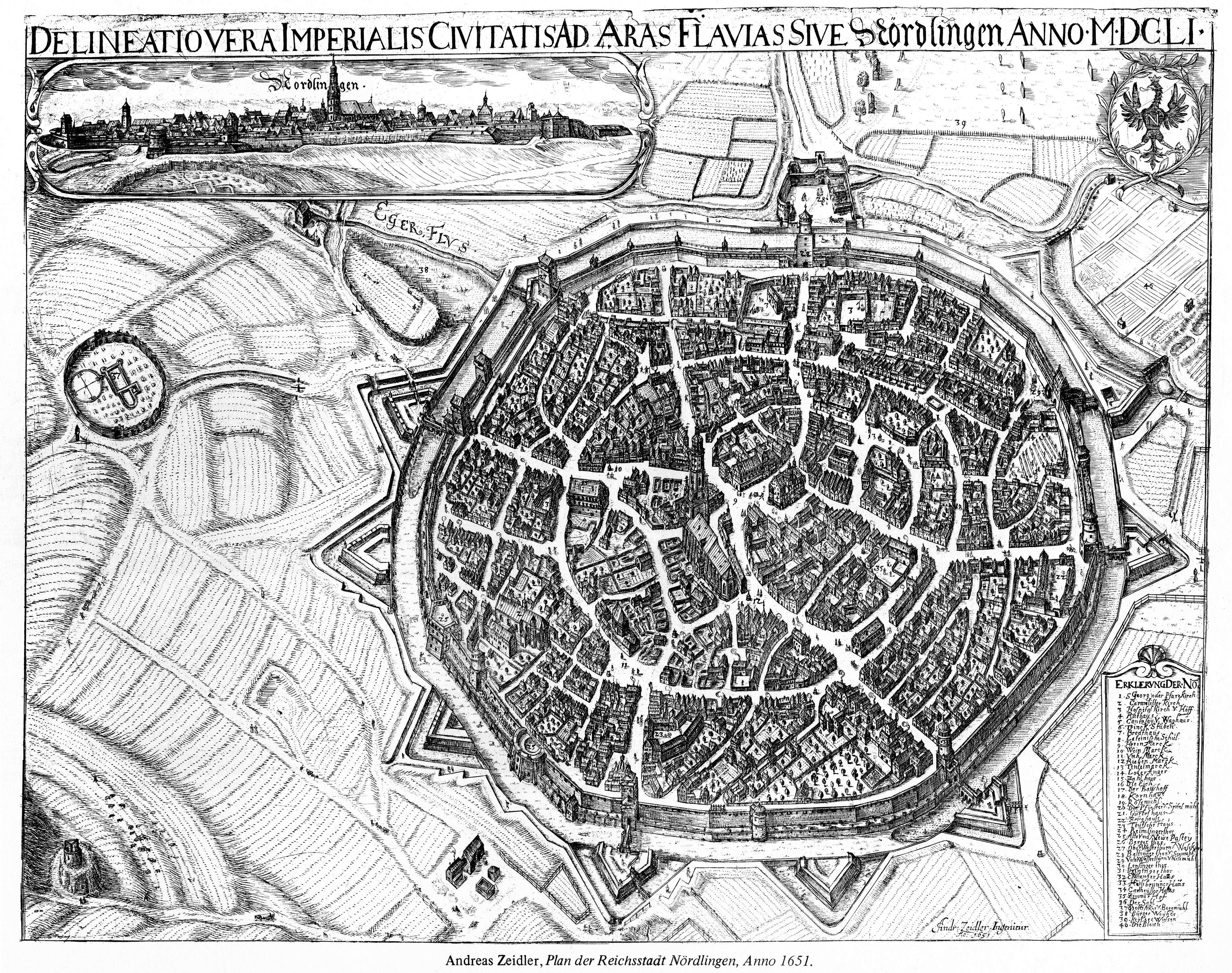
Kupferstich 1651 (Andreas Zeidler)

Die gesamte Nördlinger Altstadt beherbergt eine Fülle von liebevoll renovierten, prachtvollen Häusern aus dem Mittelalter und der Renaissance.

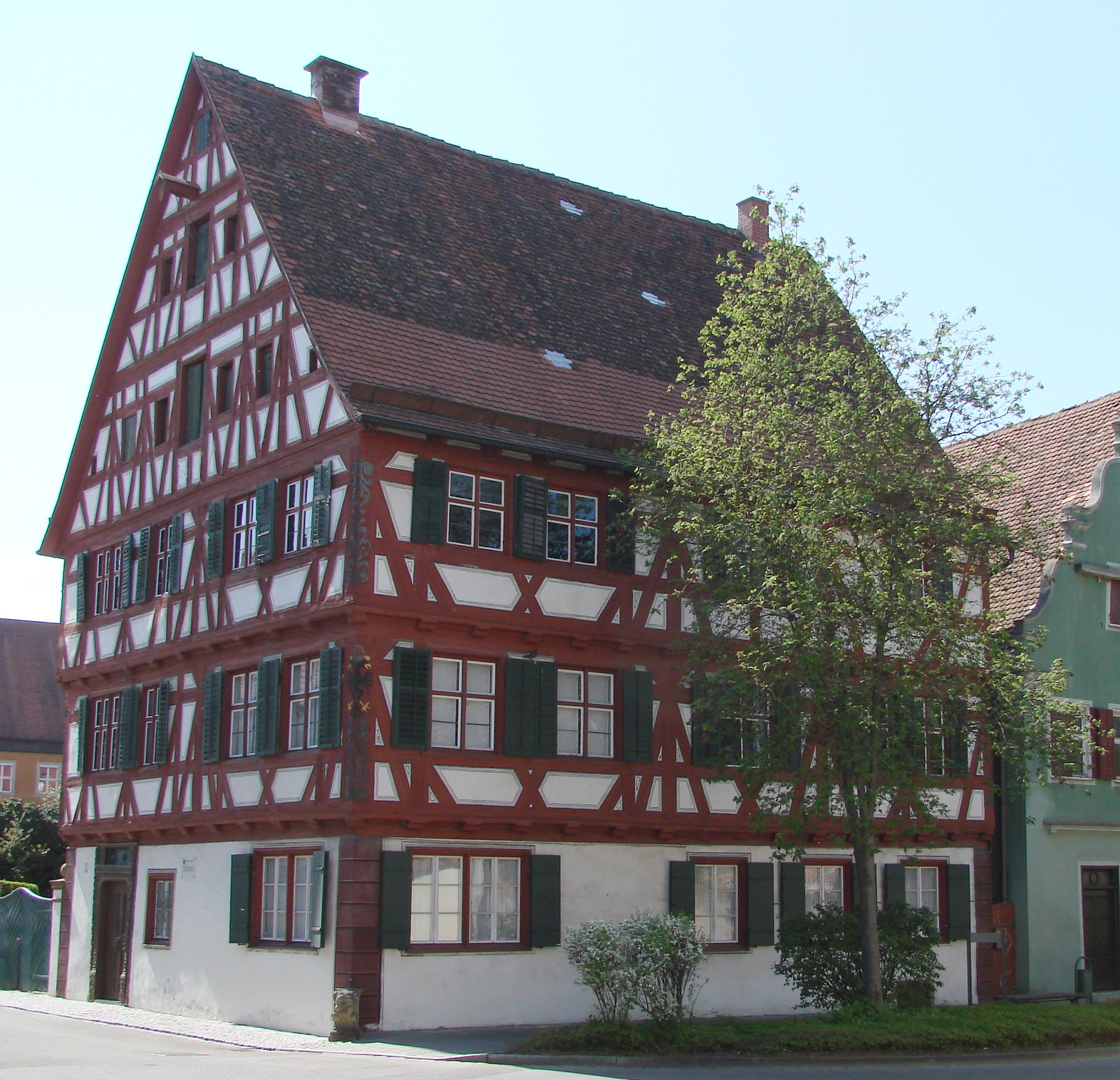
Wintersches Haus
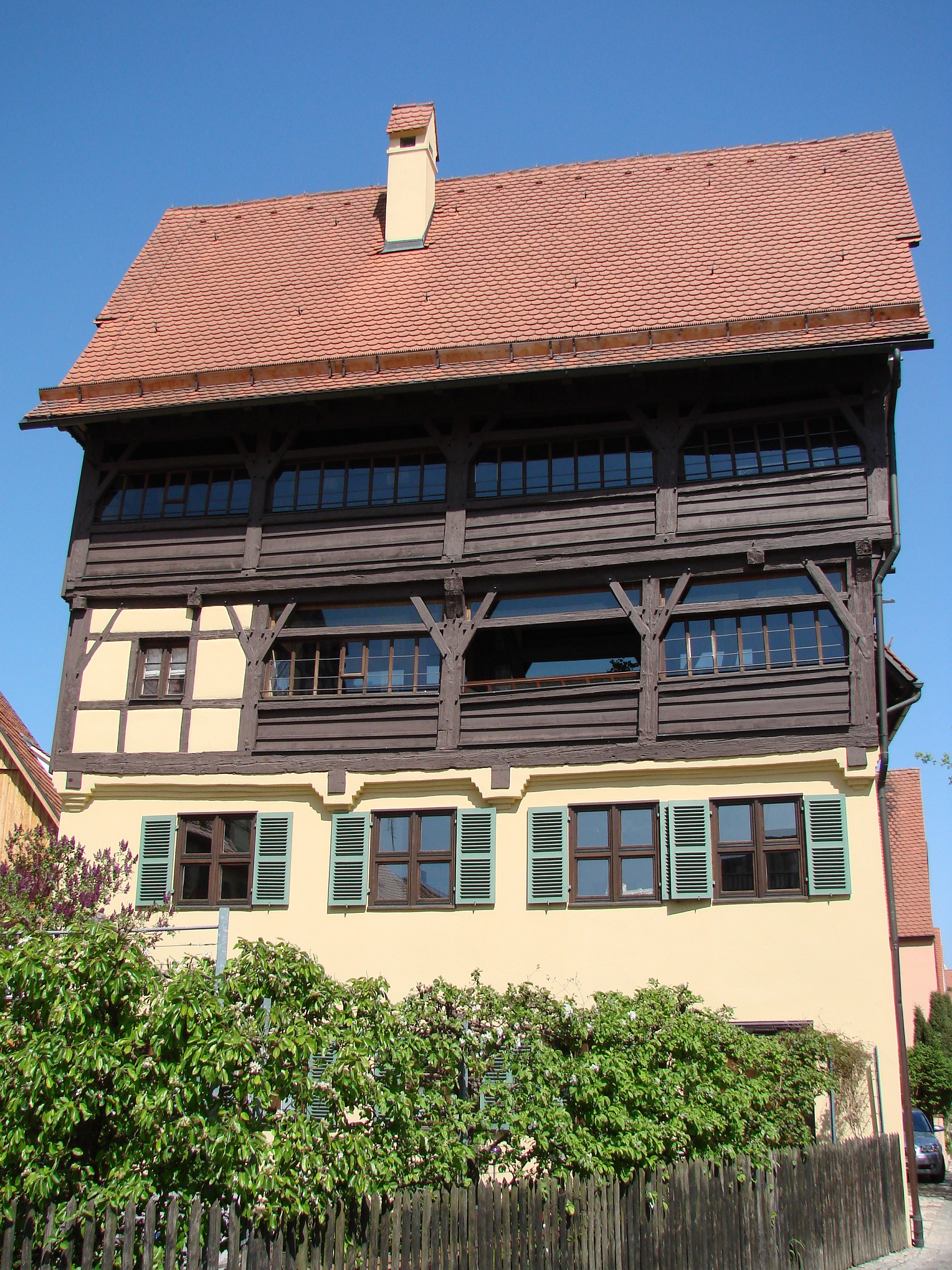
Gerberhaus
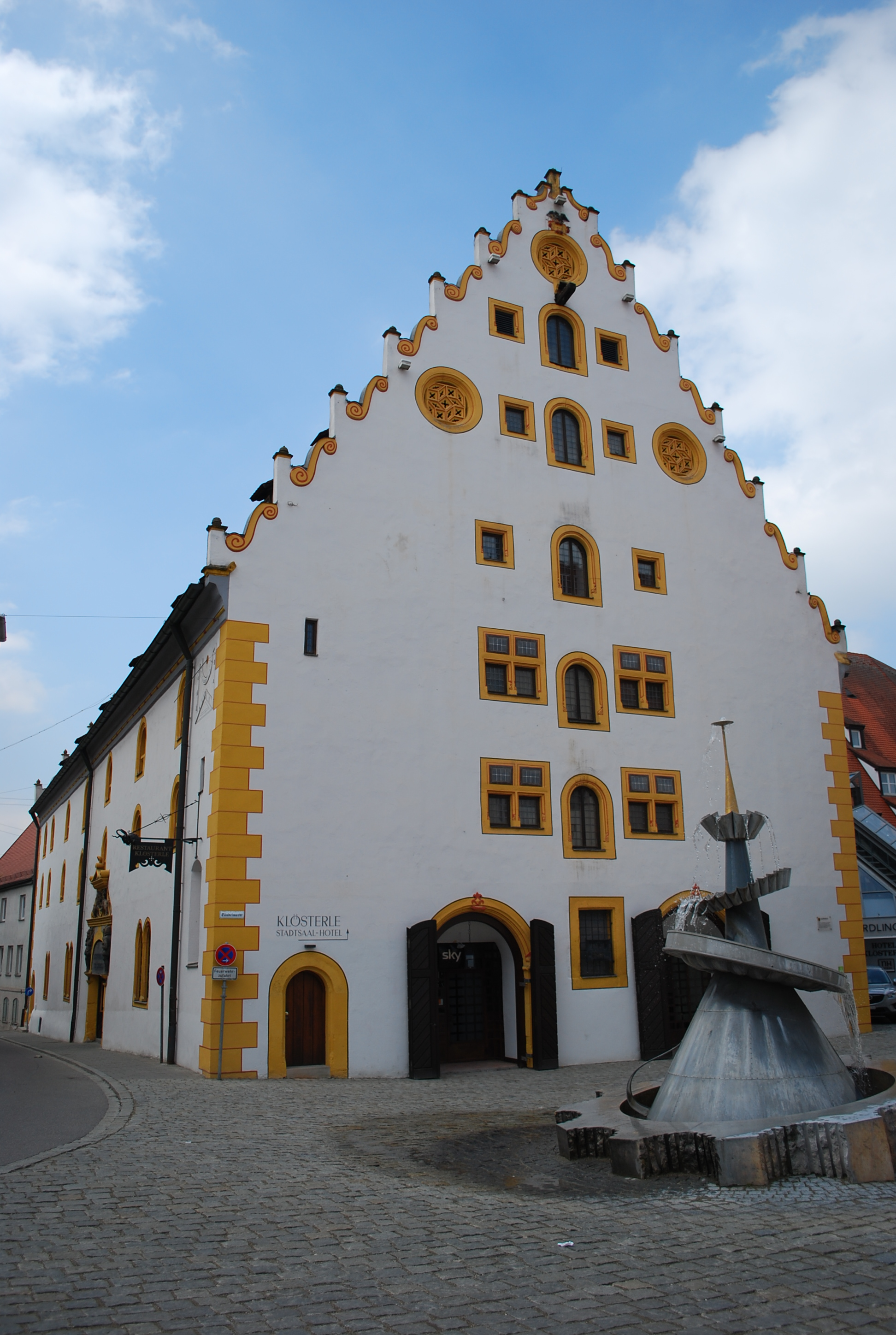
Klösterle
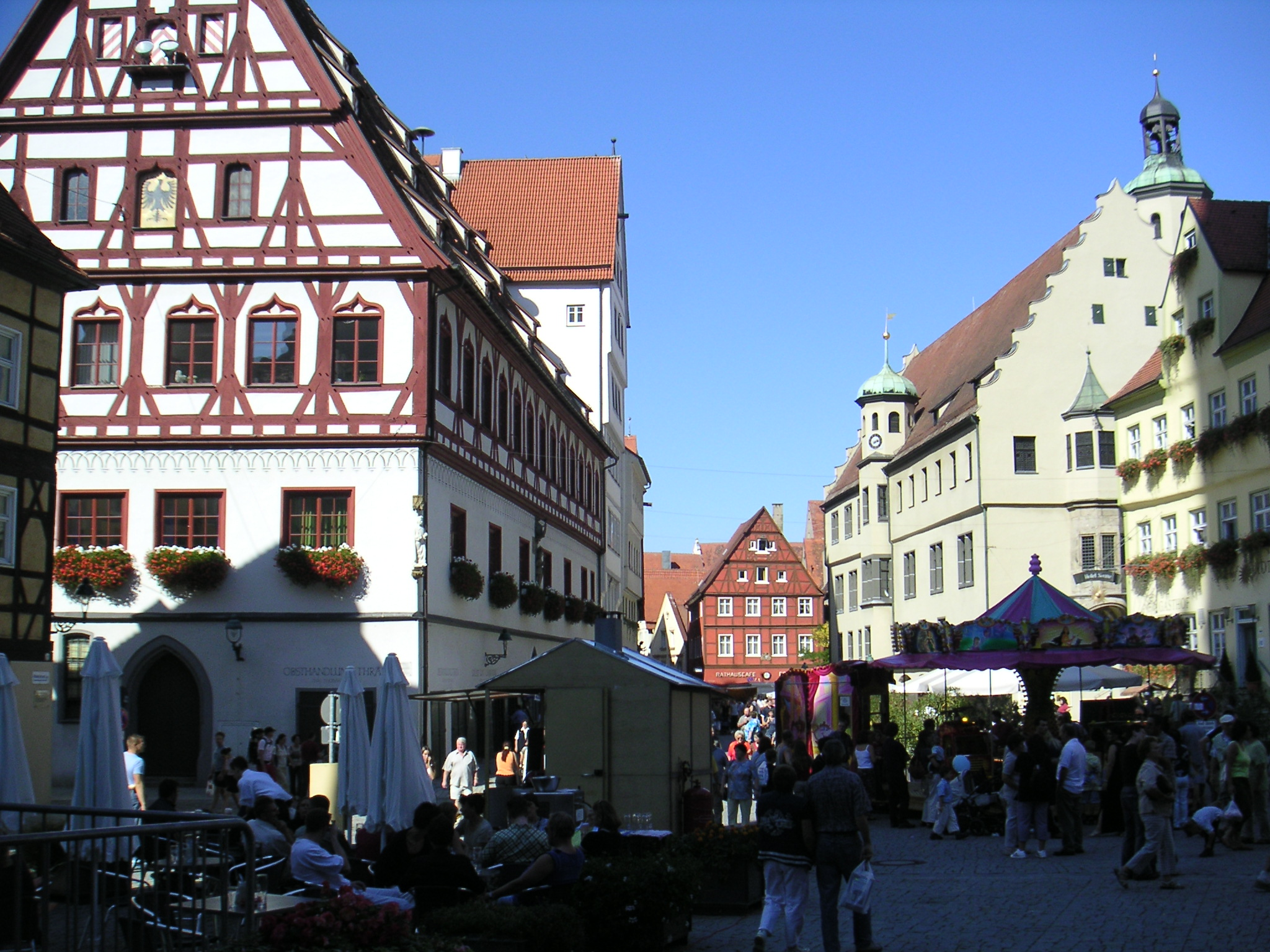
Marktplatz
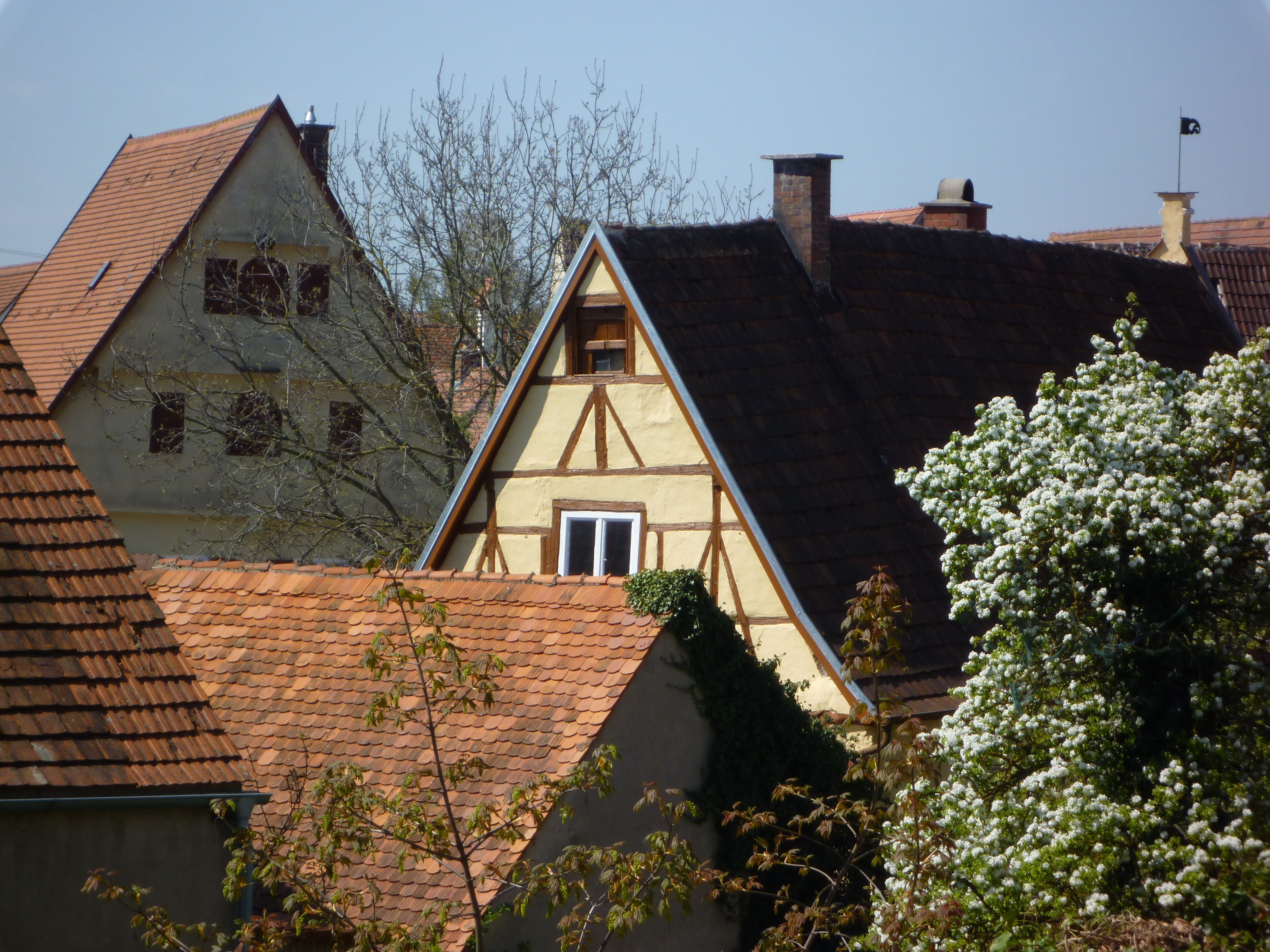
Altstadt

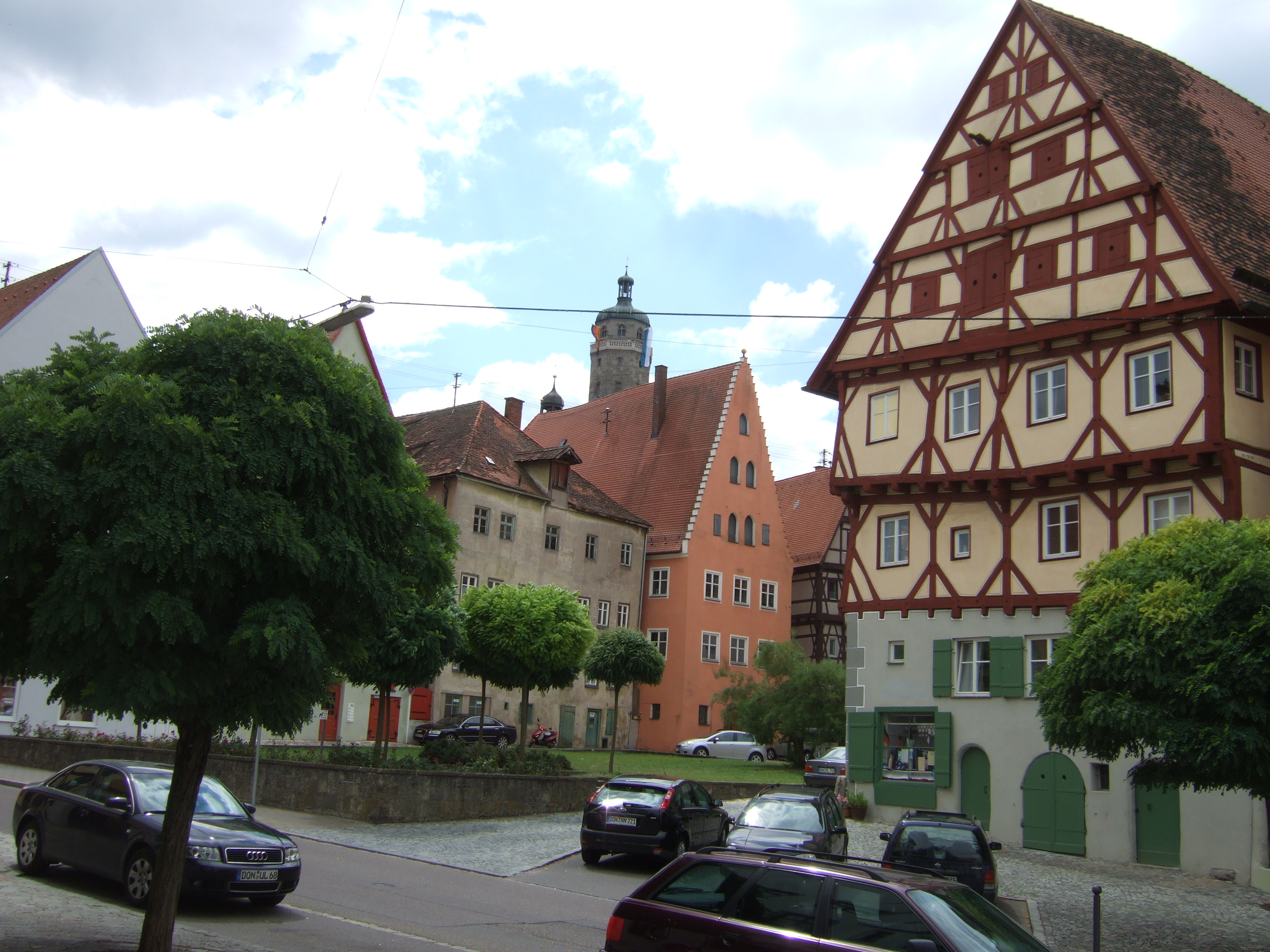
Hafenmarkt

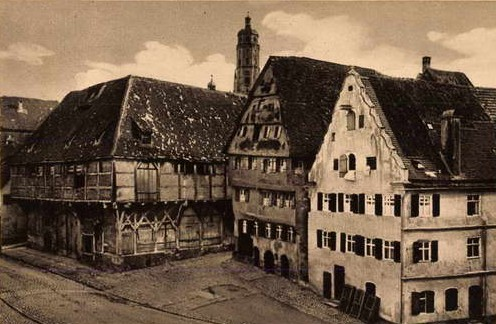
Hafenhaus (links), im Hintergrund St. Georg

Wenige Schritte nordwestlich des Marktplatzes gelangt man über die Eisengasse zum Tändelmarkt und dem damit verbundenen Hafenmarkt. In der Eisengasse, die nach den früher dort niedergelassenen Eisenhändlern benannt ist, ist unter anderem das 1563 errichtete Schneidtsche Haus bemerkenswert. Im Dreißigjährigen Krieg diente es Gustav II. Adolf im September 1632 für zwei Tage als Unterkunft. Am Hafenmarkt befindet sich das Kaisheimer Haus, von 1278 bis 1802 Kastenhaus des Reichsstifts Kaisheim. Bis zu einem Brand am 3. Mai 1955 stand dort auch das Hafenhaus, ein prachtvolles ehemaliges Kaufhaus aus dem Jahr 1425.
An der Nordwestecke des Tändelmarkts fällt das große Klösterle ins Auge, ein ehemaliges Franziskanerkloster. Im Zuge der Reformation verwaiste das Kloster mehr und mehr. Die Stadt kaufte 1536 den Bau und ließ ihn 1584–1587 als Kornspeicher umbauen. Der Chor wurde abgerissen und durch den heutigen großzügig angelegten Treppengiebel ersetzt.

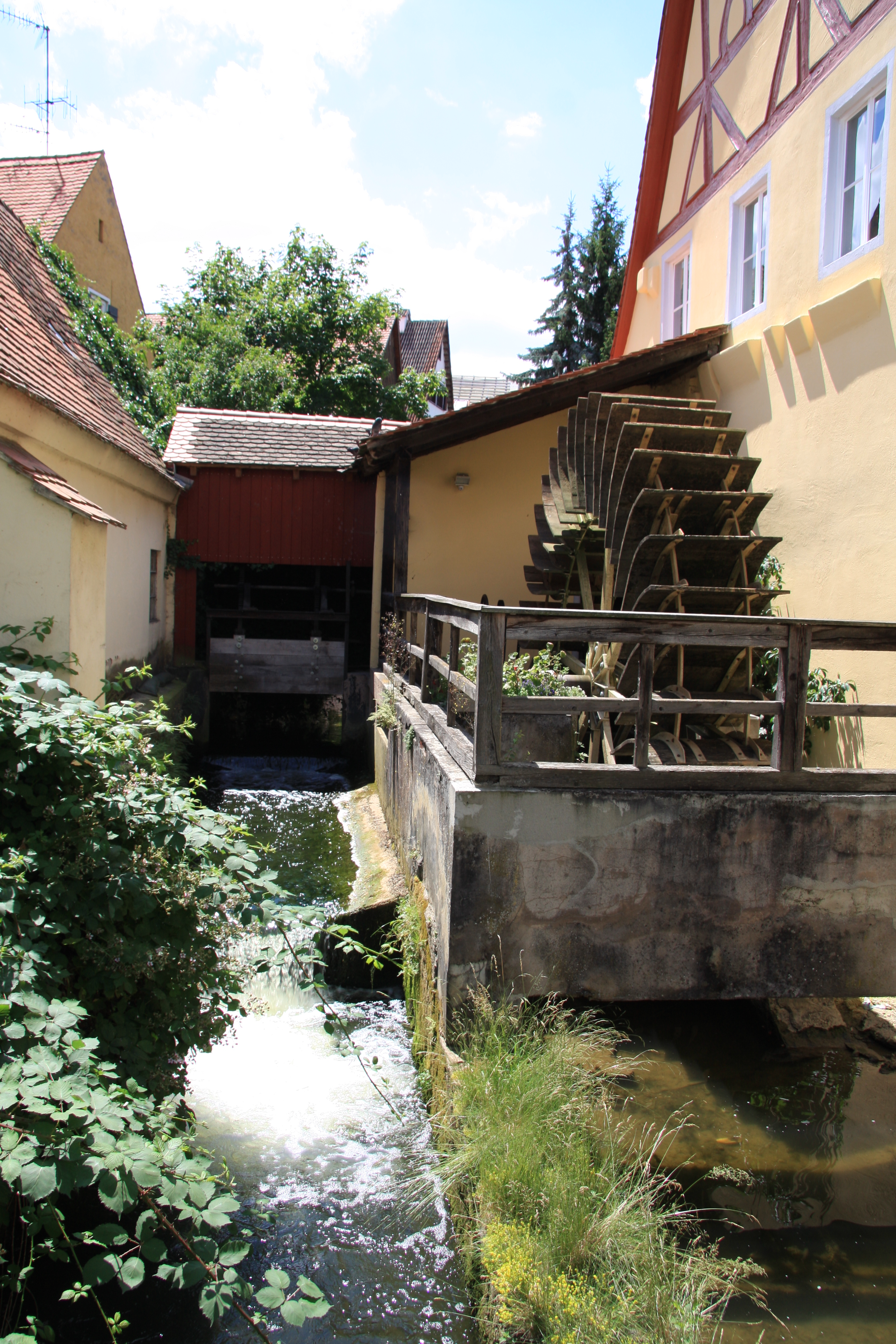
Neumühle

Das westlich daran anschließende Gerberviertel beherbergt etliche der typischen Gerberhäuser mit ihrem Fachwerk und ihren großen, nach vorne kragenden Trockenböden und Galerien in den Obergeschossen. Den großen Wasserbedarf der Gerber deckte der Egerkanal, der das Viertel durchläuft. Bei der Brücke am nördlichen Ende des Viertels befindet sich das große, unterschlächtige Wasserrad der Neumühle.
Das um 1200 gegründete und 1233 erstmal urkundlich erwähnte Gebäudekomplex des Heilig-Geist-Spitals diente früher als Versorgungsstätte alter und armer Menschen. Um 1340 erfolgte der im Kern heute noch erhaltene Bau der Spitalkirche, der wertvolle Wandmalereien aus dem 14. Jahrhundert beherbergt. Träger des Heilig-Geist-Spitals war die durch mildtätige Zustiftungen finanzierte Spitalstiftung, die seit 1254 unter Verwaltung der Stadt stand und im Laufe der Jahrhunderte beträchtlichen Grundbesitz anhäufte (u. a. den Stiftungswald Nördlingen). Ende der 1830er Jahre wurde die Spitalstiftung zusammen mit über 900 anderen Einzelstiftungen, darunter die Lazarett-, Schul-, Stipendiaten- und Waisenhausstiftung, in einer bis heute existierenden rechtsfähigen Stiftung („Vereinigte Wohltätigkeitsstiftungen Nördlingen“) zusammengeführt. Heute befindet sich in den beiden aus dem 15. und 16. Jahrhundert stammenden Hauptgebäuden des Spitals das Stadtmuseum.
Im südlichen Bereich der Altstadt ist das 1697 erbaute Wintersche Haus bemerkenswert. Der große, wohl proportionierte Fachwerkbau hat an seiner Rückseite einen stilvollen Garten mit Blumengalerien im ersten und zweiten Stock. Am Weinmarkt befinden sich eine Reihe repräsentativer Bürgerhäuser und das große, massiv wirkende, 1541–1543 erbaute Hallgebäude. Es diente einst als Salz- und Weinlager der Stadt. Am Weinmarkt steht auch das ehemalige Gasthaus zur Krone, dessen Wirtin Maria Holl durch die Hexenprozesse berühmt wurde.
Eine Reihe bemerkenswerter Bürgerhäuser befindet sich in der Polizeigasse, die den Weinmarkt mit dem Marktplatz verbindet. Darunter sind die Alte Post, das Mötzelsche Haus, das im 15. Jahrhundert von der Familie Oelhafen bewohnt wurde, und die Einhorn-Apotheke.
Östlich der Georgskirche, auf dem Rübenmarkt, steht der Kriegerbrunnen, ein Jugendstil-Bauwerk, das 1902 von Georg Wrba im Andenken an den Deutsch-Französischen Krieg von 1870/71 geschaffen wurde.
Der Stadtgraben ist im Bereich der Frickhinger-Anlagen, zwischen Ochsenzwinger und Berger Tor, als Parkanlage mit Skulpturen, exotischen Bäumen und Rosengarten (Rosarium) gestaltet.

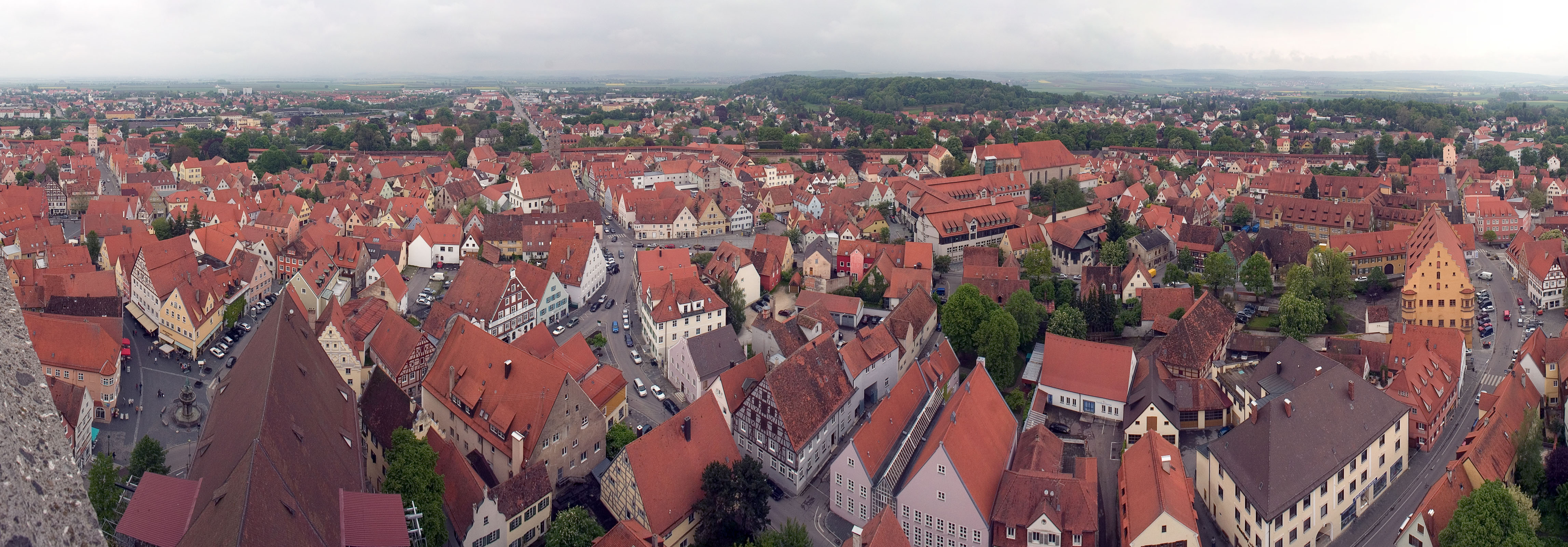
Panoramablick vom Daniel über Nördlingen

### Museen

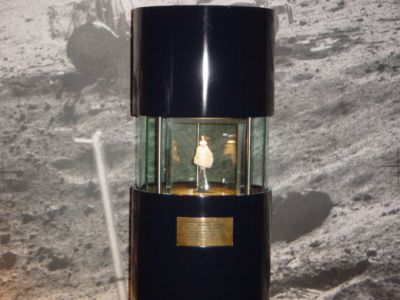
Mondgestein im Rieskratermuseum

- Das Rieskrater-Museum bietet interessantes Anschauungsmaterial über die geologische Entwicklung der Umgebung und eine Simulation des Ries-Impakts vor etwa 15 Millionen Jahren, bei dem das Nördlinger Ries entstand. Außerdem kann dort echtes Mondgestein besichtigt werden, das die Stadt Nördlingen als Dauerleihgabe von der NASA erhielt. Diese trainierte 1970 die Astronauten der Mission Apollo 14 im Ries. Das Suevit-Gestein in den Steinbrüchen im Ries ähnelt den Gesteinen auf der Mondoberfläche. Es enthält Minerale, die nur unter den bei Meteoriteneinschlägen auftretenden extremen Druck- und Temperaturverhältnissen entstehen.
- Das Stadtmuseum Nördlingen gibt Einblick in die Geschichte der Reichsstadt Nördlingen und die Siedlungsgeschichte des Nördlinger Rieses. Es beherbergt Tafelgemälde von Friedrich Herlin, Hans Schäufelin und Sebastian Taig. Auch die Schädelfunde aus den Ofnethöhlen sind dort zu sehen.
- Das Stadtmauermuseum in den sechs Stockwerken des Löpsinger Torturmes dokumentiert die Geschichte der Nördlinger Stadtmauer. Dort sind ein Zinnfigurenmodell der Schlacht bei Nördlingen und ein Modell der gesamten Altstadt zu sehen.

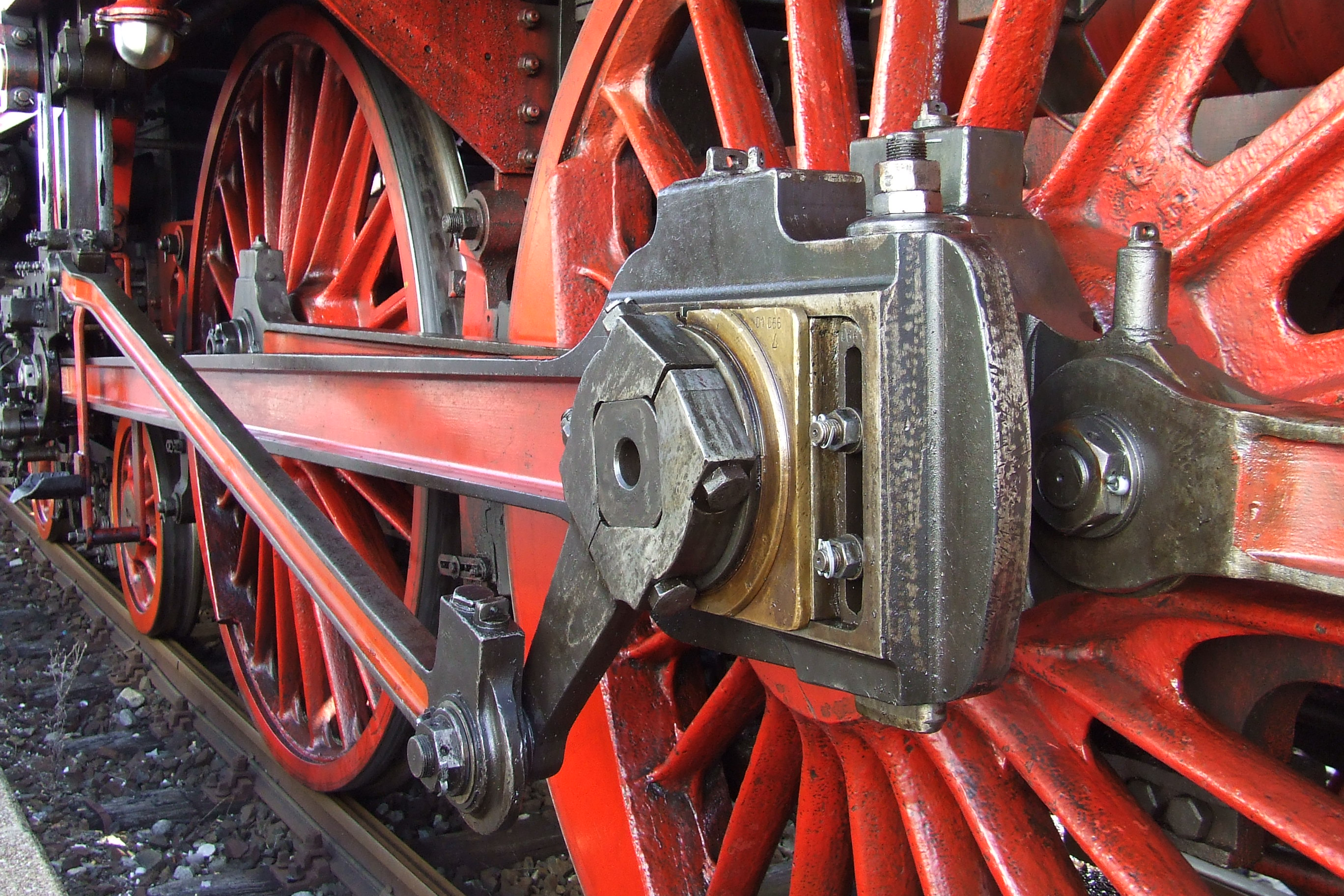
Detail im Bayerischen Eisenbahnmuseum

- Das Bayerische Eisenbahnmuseum beherbergt mehr als zweihundert Originalexponate, darunter die älteste betriebsfähige Regelspur-Dampflokomotive Deutschlands.
- Das augenblick – Museum für optische und akustische Attraktionen zeigt Exponate aus den Anfängen des Medienzeitalters: Guckkästen, Panoramen, Laterna magica, Drehorgeln, automatische Klaviere, Spieldosen und Grammophone.
- Die Thiemig-Galerie im Weilbachhaus zeigte eine Dauerausstellung gerahmter Reproduktionen berühmter Maler. Sie wurde vom 1991 verstorbenen Verleger Günther Thiemig in der ehemaligen Pfisterei des Spitalhofs eingerichtet. Zu sehen waren Werke von Giotto, Tizian, Raffael, Dürer, Rubens, Goya, Macke, Marc und Kandinsky. 2012 wurde die Ausstellung geschlossen.

### Theater
Die Freilichtbühne Alte Bastei in einer mittelalterlichen Bastion ist jeden Sommer Schauplatz historischer und zeitgenössischer Aufführungen der Laienspielgruppe Verein Alt Nördlingen. Weitere Theatergruppen sind das Dramatische Ensemble Nördlingen und die Laienspielgruppe Löpsingen. Während der Wintersaison treten regelmäßig Tourneetheater im Stadtsaal Klösterle auf. Kleinkunstveranstaltungen finden im Kulturzentrum Ochsenzwinger statt. Die Schauspiel-Manufaktur in Nördlingen war ein privat geführtes Schauspielhaus ohne eigenes Ensemble mit 99 Plätzen. 
Theaterhistorische Bedeutung erlangte Nördlingen dadurch, dass dort im Jahr 1604 mit einer gekürzten und vereinfachten Version von Romeo und Julia eine der ersten Shakespeare-Aufführungen außerhalb Englands stattfand.

### Musik
Die 1924 gegründete Knabenkapelle Nördlingen gehört zu den namhaften Jugendblasorchestern in Süddeutschland. Die Stadtkapelle Nördlingen wurde 1990 gegründet. Hier haben die aus der Knabenkapelle Nördlingen ausscheidenden Mitglieder die Möglichkeit, weiter in einem Blasorchester zu musizieren.
Die Rieser Musikschule bietet musikalische Früherziehung und Instrumentalunterricht an. Zahlreiche Chöre (u. a. Kantorei St. Georg), Klassik- und Jazzensembles sind als Vereine in Nördlingen eingetragen. Bekannte Kammermusikensembles treten bei der winterlichen Konzertreihe der Raiffeisen-Volksbank Ries auf. Seit 1996 findet in jedem Frühjahr die Nördlinger Kneiptour mit Auftritten zahlreicher Rock-, Pop- und Jazzbands in Nördlinger Kneipen statt.

### Kino
Nördlingen hat zwei Kinos: Das Movieworld Nördlingen mit vier Sälen und das Ries-Theater in der Altstadt mit zwei Sälen.

### Moderne Kunst

Lichtkunst im Jahr 2012

Der Kunstverein Nördlingen wurde im Juli 2001 gegründet und verfolgt das Ziel, die bildende Kunst, Künstler sowie das allgemeine Verständnis nationaler und internationaler Kunst zu fördern. Er veranstaltet mehrmals im Jahr verschiedene Ausstellungen, Vorträge und Exkursionen, ergänzt durch ausstellungsdidaktische Angebote. In den Jahren 2006, 2011 und 2012 organisierte er Illuminationen verschiedener historischer Bauwerke der Stadt. 2012 bezog der Kunstverein Nördlingen seine neuen Räume im Gebäude der Post, als Inkubator und Keimzelle im Zentrum des „Kunstraumes am Bahnhof“. 2013 stand im Zeichen der Begeisterung der Jugend für die moderne Kunst und der Ausstellung Punk Rock – Junge Kunst zu Gast im Kunstverein Nördlingen.

Kunstverein Nördlingen 2013 im Zentrum des „Kunstraumes am Bahnhof“

### Veranstaltungen
- Im dreijährigen Turnus kann man in Nördlingen das Historische Stadtmauerfest der ehemaligen Reichsstadt besuchen. Neben alter Handwerkskunst sind Ritter- und Reiterspiele des Mittelalters zu sehen.

Stabenfest

- Das Stabenfest (erstmals 1690 in einer Urkunde so genannt), das den Frühling begrüßen soll, geht auf das Jahr 1406 zurück (im Stadtkammerrechenbuch erstmals als „Rayetag“ erwähnt) und ist damit das älteste Kinderfest Deutschlands.[33] Es wird jedes Jahr am Montag nach dem Muttertag mit einem Umzug für alle Nördlinger Schulkinder, die sich mit den Stadtfahnen, Blumen und Birkenzweigen geschmückt haben, begangen.
- Am zweiten Samstag nach Pfingsten beginnt jedes Jahr die Nördlinger Pfingstmesse[34] mit einem Festumzug. Sie dauert zehn Tage und beinhaltet eine Verbrauchermesse und einen Vergnügungspark.
- Am Freitag vor dem Ersten Advent beginnt der Weihnachtsmarkt, der täglich geöffnet ist.[34]
- Im Sommer findet in Nördlingen das Scharlachrennen statt. Dieses internationale Reitturnier geht auf das Jahr 1438 zurück.
- Jährliche Veranstaltungen in der Altstadt sind Kunsthandwerkermarkt, Töpfermarkt, Rosenmarkt, Frühjahrsmarkt, Septembermarkt und Herbstmarkt sowie der im August stattfindende Flohmarkt für jedermann, der laut Stadtverwaltung einer der größten Märkte Bayerns ist.

## Sport und Freizeit

### Naherholungsgebiete und Wälder

#### Marienhöhe

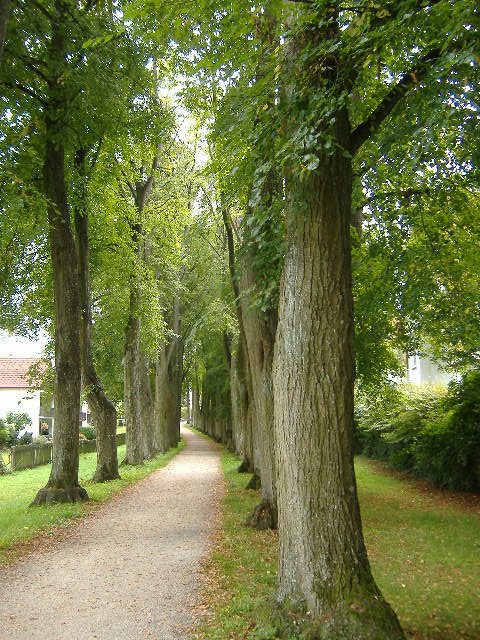
Lindenallee Kellermannsweg

Das Marienhöhe ist eine den Galgenberg (474 m ü. NHN) sowie den Stoffelsberg (482 m ü. NHN) umfassende, von Wald bedeckte Anhöhe im Süden der Altstadt, die 1842 anlässlich der Vermählung des bayerischen Kronprinzen nach dessen Gattin Marie Friederike von Preußen benannt wurde. Die ursprünglich kahlen Hügel wurden 1834 erstmals mit Bäumen bepflanzt und seither nach und nach zu einem rund 19 ha großen Landschaftspark gestaltet. Der Hexenfelsen auf dem Galgenberg war zur Zeit der Hexenverfolgung (1590–1598) eine städtische Hinrichtungsstätte. 1817 entstand auf der Marienhöhe der erste Bierkeller. Die drei dort heute noch existierenden Bierkeller sind beliebte Ausflugsziele. Am Südhang der Marienhöhe erstreckt sich das Nördlinger Freibad. Auch die Nördlinger Kreisklinik, das „Stiftungskrankenhaus“, befindet sich an der Marienhöhe. Von der Altstadt zur Marienhöhe führt der Kellermannsweg, eine Lindenallee mit 60 Bäumen, die 1906 gepflanzt wurden.

#### Stiftungswald Nördlingen

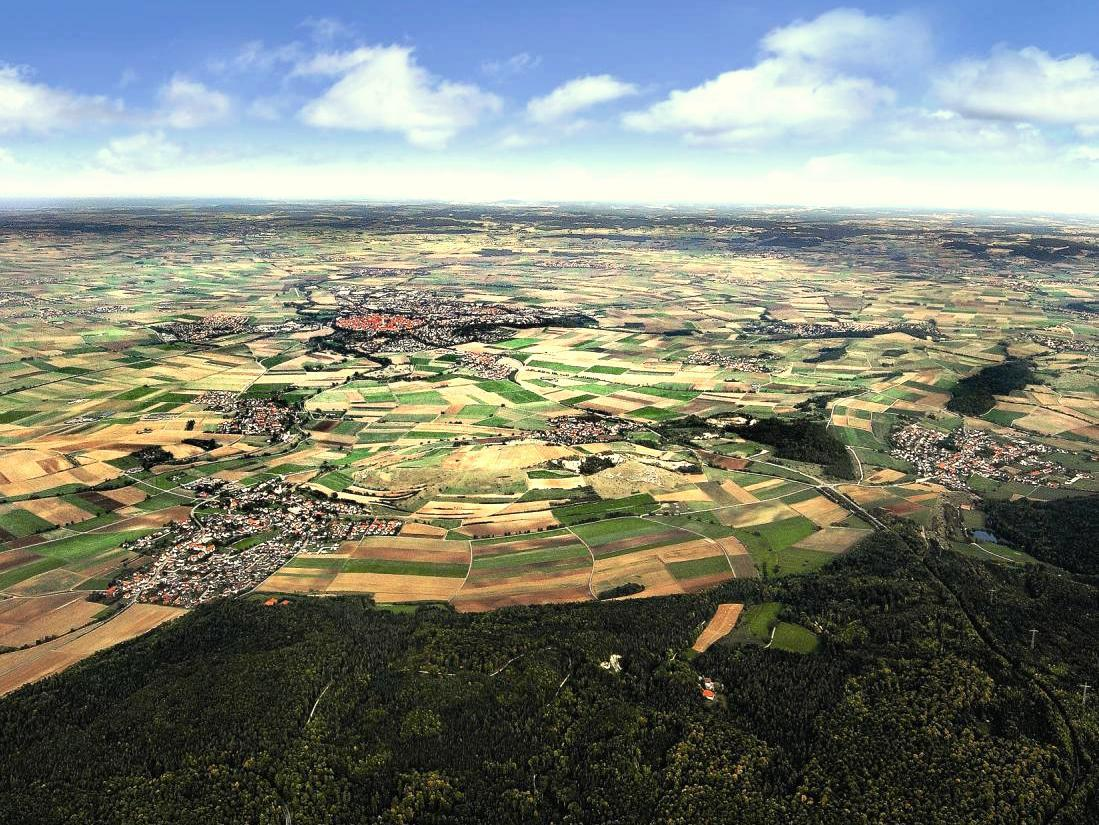
Nördlingen inmitten des Rieskraters (Blick von Südwesten), mit Teilen des Nördlinger Stiftungswaldes (unterer Bildrand) samt der darin liegenden Alten Bürg

Die Stadt Nördlingen besitzt 151 ha stadteigenen Wald und verwaltet darüber hinaus den im Eigentum der Vereinigten Wohltätigkeitsstiftungen Nördlingen stehenden, 1446 ha großen Stiftungswald Nördlingen, der über die Jahrhunderte aus Schenkungen an sowie Ankäufen durch das Nördlinger Heilig-Geist-Spital entstand. Anders als kleinere städtische Waldflächen im Bereich der Marienhöhe, befindet sich der Nördlinger Stiftungswald auf dem Härtsfeld an bzw. jenseits der südwestlichen Außengrenze des Gemeindegebiets und beiderseits der Landesgrenze von Bayern und Baden-Württemberg, größtenteils im Bereich westlich, östlich und vor allem nördlich der Ortschaft Schweindorf. Seit Ausscheiden des letzten unabhängig durch die Stiftung beschäftigten Betriebsleiters Anfang der 1970er wird der Stiftungswald durch die Landesforstverwaltung Baden-Württemberg (Forstamt Bopfingen) forstbetrieblich betreut.

### Sportvereine
- Der TSV 1861 Nördlingen ist der mitgliederstärkste Sportverein in der Stadt. Er bietet zahlreiche Sportarten an, darunter Badminton, Basketball, Fechten, Fußball, Handball, Judo/Ju-Jutsu, Leichtathletik, Rugby, Tischtennis, Turnen und Volleyball.
- Die 1894 gegründete Sektion Nördlingen des Deutschen Alpenvereins hat 2.077 Mitglieder (Stand: 31. Dezember 2024),[45] womit sie der zweitgrößte Verein der Stadt ist; sie fördert das Bergsteigen und andere alpine Sportarten. Die Nördlinger Hütte der Sektion befindet sich in der Erlspitzgruppe, im österreichischen Teil des Karwendels, auf 2238 m ü. A. Höhe.
- Der BG Donau-Ries wurde 2008 neu gegründet und spielt in der 1. Damen-Basketball-Bundesliga.
- Der im Jahre 1984 gegründete Fußballverein SC Athletik Nördlingen ist vor allem durch seine Damenmannschaften im Fußball bekannt. Der Verein hat rund 300 Mitglieder. Er richtet Maibaumfeiern am Brettermarkt aus und unterhält am Stadtmauerfest ein eigenes Lager.
- Der Rieser Ski- und Snowboardclub Nördlingen bietet in den Wintermonaten Skiausfahrten an. Es ist eine Ski- und Snowboard-Schule angeschlossen, die Kurse mit einem eigenen Lehrer-Team organisiert. Weiter werden Kurse für Fitness und Skigymnastik angeboten.
- Der Tennisclub „Rot-Weiß“ Nördlingen e. V. feierte im Jahr 2002 das hundertjährige Bestehen. Insgesamt hat der Verein zehn Sandplätze am Fuße der Marienhöhe. Dort befindet sich auch das im Jahr 2007 eingeweihte Clubhaus.

### Freizeit- und Sportanlagen
Der Rieser Sportpark ist eine parkähnliche Anlage. Im Zentrum steht das Leichtathletikstadion (Gerd-Müller-Stadion) mit einem Fassungsvermögen von ca. 10.000 Zuschauern sowie mehreren Ausweich- und Trainingsplätzen. Gleichzeitig ist es auch das Heimstadion der Fußballer des TSV Nördlingen.
Daneben ist die Hermann-Keßler-Halle eine weitere zentrale Anlage im Rieser Sportpark. Sie ist als eine Vierfach-Halle aufgebaut und bietet seit einer Erweiterung ihrer Kapazität im Jahre 2008 bei Heimspielen der Nördlinger Basketballer (Giants Nördlingen) bis zu 3.000 Zuschauern Platz.
Für Tennisspieler stehen hier mehrere Sandplätze und drei Hallenplätze zur Verfügung. Zudem existiert in Nördlingen ein Flugplatz für Motor- und Segelflug.
Der Eisplatz am Bäumlesgraben ist laut Stadtverwaltung eine der größten Natureisbahnen Süddeutschlands.
Am Südhang der Marienhöhe befindet sich das Solarbad – ein im Jahr 1995 umgebautes Freibad. Auf den Dächern sind Schwimmbadabsorber und eine Photovoltaikanlage angebracht. Das städtische Hallenbad ist in der Gerhart-Hauptmann-Straße.

### Jugendarbeit
Die Stadt Nördlingen fördert den gemeinnützigen Treffpunkt der Jugend Nördlingens e. V. Sie stellt dem Verein, der sich um die offene Jugendarbeit kümmert, die Räumlichkeiten des ehemaligen Eichamtes an der Lerchenstraße zur Verfügung. Der Verein engagiert sich durch die Organisation kultureller Veranstaltungen wie Konzerte, Ausstellungen und Diskussionsrunden in den Räumlichkeiten des Jugendzentrums. Außerdem bringt sich der Verein durch Aktionen wie die Teilnahme an Stadtfesten oder durch Veranstaltungen zur Integration junger Flüchtlinge aktiv in das öffentliche Leben der Stadt Nördlingen ein.
Im Bereich der Jugendarbeit engagieren sich zwei Pfadfindergruppen: Der Verband Christlicher Pfadfinderinnen und Pfadfinder, Stamm Dietrich Bonhoeffer, hat seine wöchentlichen Gruppenstunden im Reißturm der historischen Nördlinger Stadtmauer. Die Pfadfinder der Deutschen Pfadfinderschaft Sankt Georg (DPSG), Stamm Nordilo, treffen sich im Feilturm der Stadtmauer und im Keller der Räume der katholischen Kirche Sankt Josef; sie veranstalten unter anderem jährlich einen traditionellen Ostereierverkauf sowie eine Christbaum-Einsammelaktion.

### Cittàslow

Cittàslow-Festival im Jahr 2012

Cittàslow-Schnecke in der Cittàslow-Stadt Nördlingen

Nördlingen wurde als eine der wenigen Städte in Deutschland in die Slow-Food-Bewegung Cittàslow aufgenommen. Hauptziele sind die Entschleunigung, die Verbesserung der Lebensqualität, das Verhindern der Vereinheitlichung und der „Amerikanisierung“ von Städten, in denen Franchise-Unternehmen dominieren. Die Zulassungskriterien betreffen die sieben Themenbereiche Umweltpolitik, Infrastrukturpolitik, urbane Qualität, Aufwertung der einheimischen, regionalen Erzeugnisse, Gastfreundschaft, Bewusstsein und landschaftliche Qualität. 2015 entwickelte sich das sommerliche Cittàslow-Festival wieder zu einem Besuchermagneten.

## Wirtschaft und Infrastruktur

### Verkehrsverbindungen

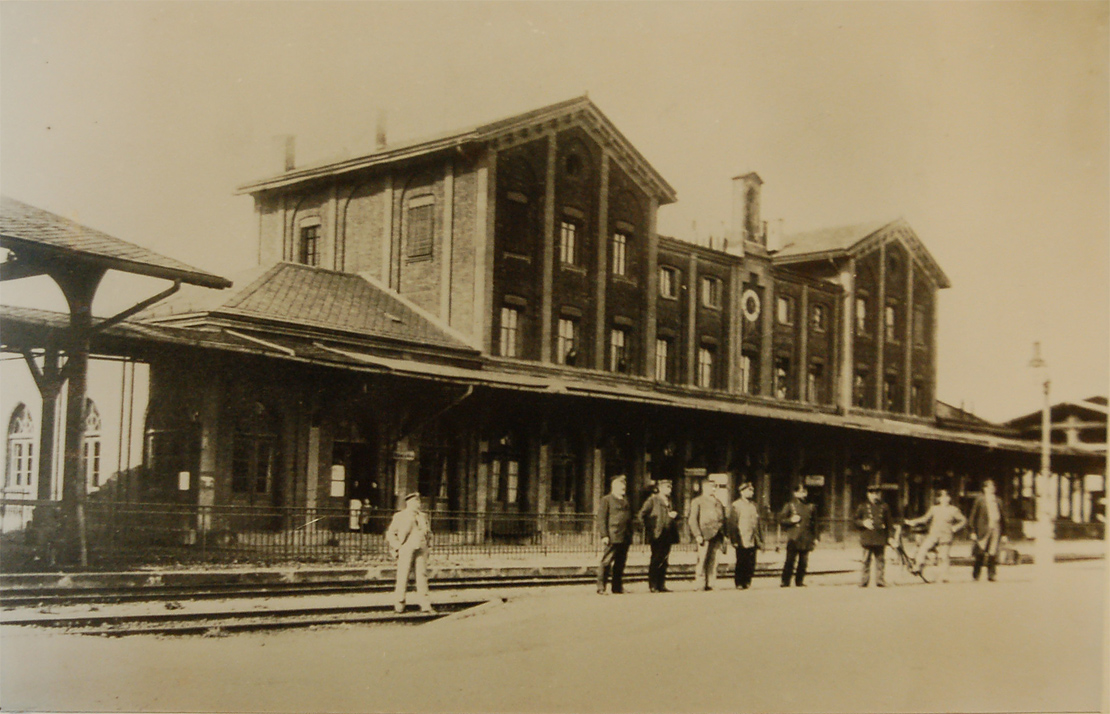
Bahnhof Nördlingen um 1900

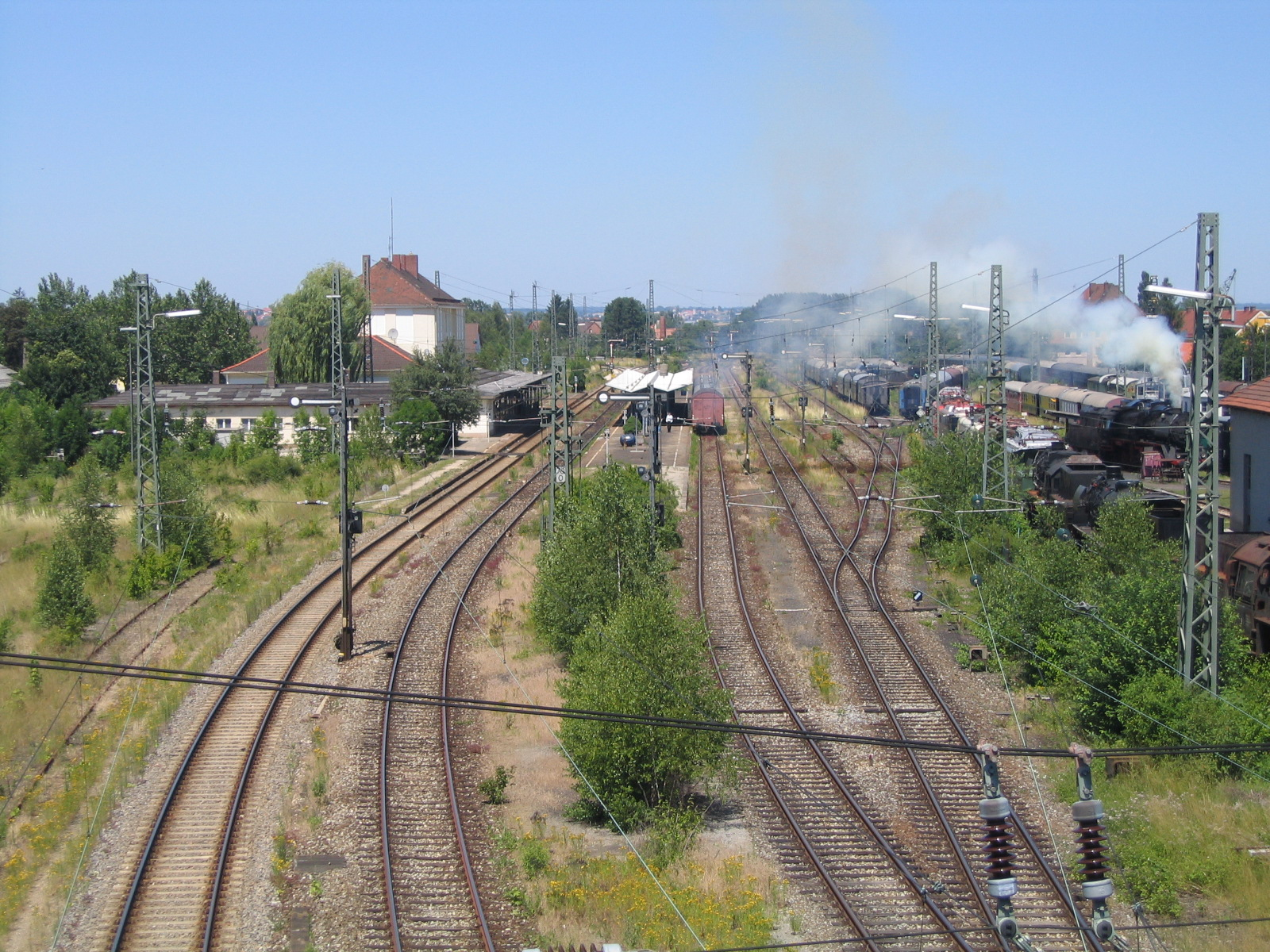
Bahnhofsanlage

#### Straßen
- Nördlingen liegt an der Romantischen Straße, die dort als Bundesstraße 25 verläuft und Würzburg mit den Königsschlössern bei Füssen verbindet.
- In Nördlingen beginnt die Schwäbische Albstraße B 466 (Schwabach–Ulm).
- Die Bundesautobahn 7 (Würzburg–Ulm) verläuft ca. 25 km westlich von Nördlingen.
- In Nördlingen endet die Bundesstraße 29 Waiblingen–Nördlingen.

#### Schiene
Die Eisenbahn erreichte 1849 mit der Ludwig-Süd-Nord-Bahn von Lindau nach Hof die Stadt Nördlingen. In diesem Jahr wurde der Bahnhof eröffnet.
Im Bahnhof Nördlingen halten heute regulär Reisezüge in der Relation Aalen–Donauwörth.
Die Strecke nach Dombühl und die Strecke über Pleinfeld nach Nürnberg haben ihren regulären Personenverkehr 1985 verloren. Die Reaktivierung beider Strecken für den ÖPNV wird diskutiert.
Die Nebenbahn nach Wemding ist abgebaut. Die einstige Funktion Nördlingens als Eisenbahnknoten ist damit verschwunden.
Im historischen Bahnbetriebswerk ist das Bayerische Eisenbahnmuseum untergebracht.

#### Luftfahrt
Direkt nördlich der Stadt betreibt der Rieser Flugsportverein e. V. den Sonderlandeplatz Nördlingen, den auch die Wallersteiner Firma HeliAviation für Flugstunden mit Hubschraubern benutzt. Der Verkehrslandeplatz Aalen-Heidenheim ist 20 km von Nördlingen entfernt. Die nächsten Verkehrsflughäfen befinden sich in Nürnberg, Stuttgart, Memmingen und München.

### Wirtschaft
Nördlingen ist geprägt durch eine Fülle von Betrieben der verschiedensten Branchen, die überwiegend mittelständische Strukturen besitzen.
Von den früheren textilverarbeitenden Betrieben ist keiner mehr vorhanden. Ende 2020 musste auch die gehobene Modemarke Strenesse Insolvenz anmelden.

#### Arbeitsplätze
2017 gab es in der Stadt 12.244 sozialversicherungspflichtige Arbeitsplätze. Von der Wohnbevölkerung standen 8635 Personen in einem versicherungspflichtigen Beschäftigungsverhältnis. Damit war die Zahl der Einpendler um 3609 Personen größer als die der Auspendler; die Stadt bietet vielen Berufstätigen aus dem Umkreis eine Beschäftigungsmöglichkeit. 35 Einwohner waren 2017 arbeitslos.

#### Traditionsunternehmen

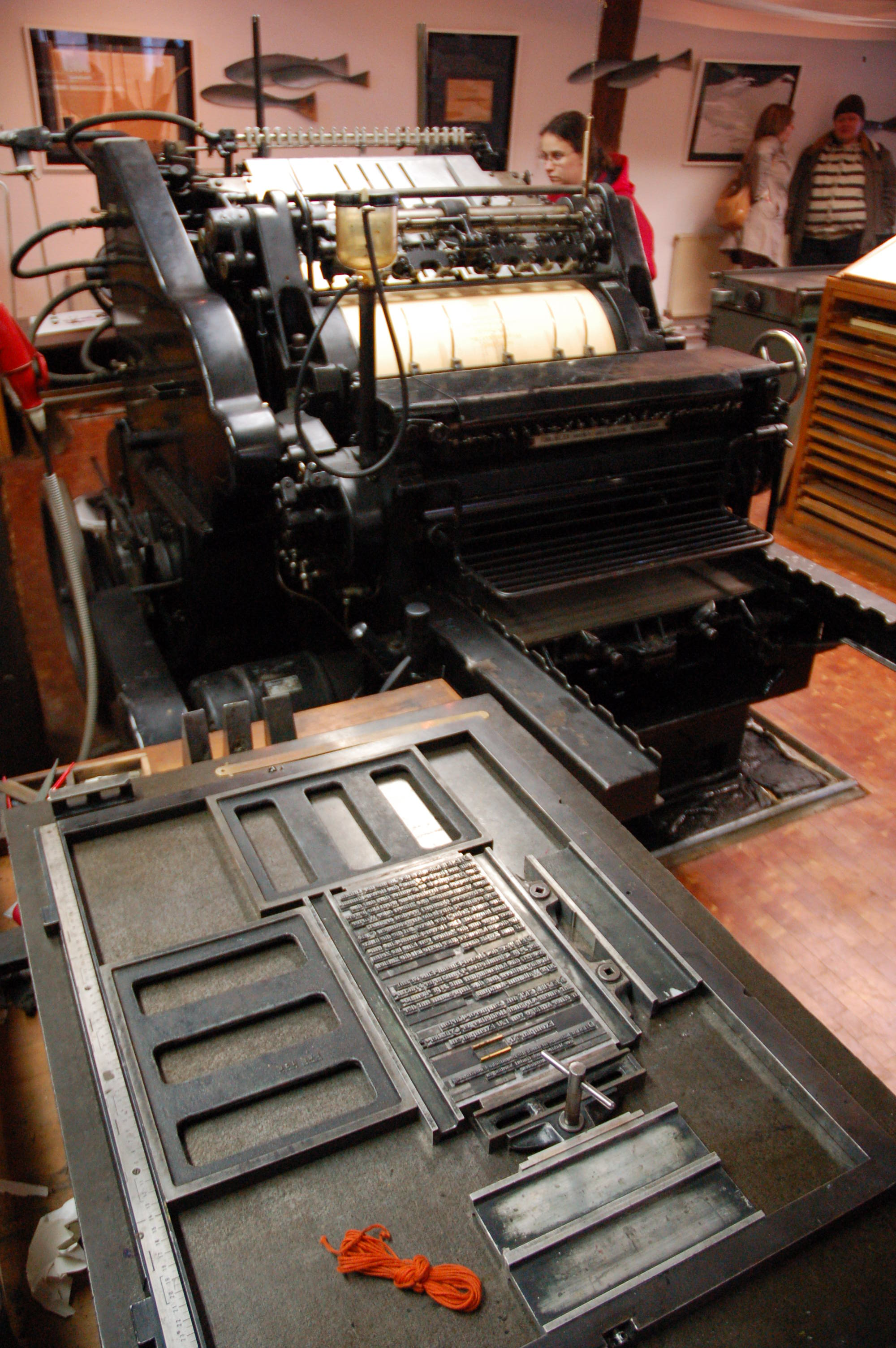
Nördlinger Druckerei

Entsprechend dem hohen Alter und der einstmals enormen Bedeutung der Stadt befinden bzw. befanden sich in Nördlingen Betriebe mit teilweise jahrhundertelanger Tradition.
- Die 1608 gegründete Ankerbrauerei war von der Schließung der Sixenbrauerei im Jahre 1990 bis zum Oktober 2016 die letzte verbliebene Brauerei mit Jahrhunderttradition.
- Der Verlag C.H.Beck wurde 1763 gegründet. Der Verlag ist inzwischen in München ansässig, die verlagseigene Druckerei ist aber weiterhin in Nördlingen.
- An die lange Druckertradition in Nördlingen erinnern die Rehlensche Handpresse, die ehemalige Buchdruckerei Greno sowie mehrere kleine und mittelständische Druckereibetriebe.
- Die Firma Carl Heuchel ist ein 1831 gegründetes Bauunternehmen mit rund 140 Mitarbeitern (Stand 2013).

#### Unternehmen
- Die BayernBahn Betriebsgesellschaft mbH, ein Eisenbahninfrastrukturunternehmen, hat ihren Sitz am Nördlinger Bahnhof.
- Der BayWa-Konzern betreibt in Nördlingen einen Agrar- und Baustoffhandel, einen Bau- und Gartenmarkt sowie einen Mineralölvertrieb mit angeschlossener Tankstelle.
- DS Smith Packaging produziert am Standort Nördlingen Verpackungen und Displays.
- Das Nördlinger Werk von Hamilton Sundstrand fertigt Komponenten für die Luft- und Raumfahrtindustrie.[51]
- Die Kathrein-Werke betrieben bis zur Schließung im April 2016[52] in Nördlingen ein Werk für Mobilfunkantennen mit mehr als 800 Beschäftigten.
- Die Glockenschweißerei Lachenmeyer repariert Kirchenglocken aus aller Welt.
- Die LRE Medical GmbH mit Hauptsitz in Nördlingen ist ein international bekannter Dienstleister für die Auftragsentwicklung und -fertigung medizinisch-diagnostischer und analytischer Geräte.
- Die Brauerei Maierbier ist in Nördlingen ansässig und braut dort seit Sommer 2011 Bier.
- Die Riesmetall GmbH ist auf galvanische Verzinkung spezialisiert.
- Das Logistikunternehmen Roman Mayer Logistik Group ist mit seiner Tochterfirma Döderlein GmbH, welche hier ihren Hauptsitz hat, in Nördlingen vertreten. Die Gruppe unterhält außerdem ein Gefahrstoff-Logistikcenter an diesem Standort.
- Das Schwarzer Reise- und Verkehrsbüro ist integraler Bestandteil der örtlichen Infrastruktur.
- Die SPN Schwaben Präzision Fritz Hopf GmbH entwickelt und fertigt hochgenaue Verzahnungselemente und Getriebe am Standort Nördlingen.
- Die ehemalige Bekleidungsfirma Strenesse, die unter der Kreativleitung der Modeschöpferin Gabriele Strehle bekannt wurde, hatte ihren Sitz in Nördlingen.
- Der Duftstoff- und Aroma-Hersteller Symrise hat in Nördlingen einen Standort für die Erforschung und Produktion von Aromen und Grundstoffen für die Getränkeindustrie.
- Die Varta AG betreibt ein Batterieproduktionswerk in Nördlingen, das Tochterunternehmen Varta Storage GmbH ist hier ansässig.

### Tourismus
Nördlingens mittelalterliche Altstadt ist bereits seit dem Ende des 19. Jahrhunderts als Touristenziel beliebt. Fremdenverkehr und Gastronomie sind für die Stadt eines der wichtigsten wirtschaftlichen Standbeine. Für 2010 zählte die Stadtverwaltung 88.521 Übernachtungen in den erfassten Betrieben mit mehr als acht Betten. 2007 waren es 70.267 Übernachtungen: Ein Drittel der Gäste kam aus dem Ausland, die meisten davon aus Italien, Südkorea, den Vereinigten Staaten und Großbritannien. Neben der Altstadt hat sich auch der geologisch einmalige Rieskrater zum Anziehungspunkt für Touristen entwickelt. Um das geologische Naturerbe stärker als zuvor der Öffentlichkeit zugänglich zu machen, wurde der Geopark Ries ausgewiesen. Nördlingen liegt an der Romantischen Straße, der Schwäbischen Albstraße, am Fernwanderweg vom Main zur Donau und am Jakobsweg I der Deutschen St.-Jakobus-Gesellschaft.
Der Hauptwanderweg 1 des Schwäbischen Albvereins verläuft südlich von Nördlingen am Riesrand. Der Rieskrater-Planetenweg mit dem Kuppelhelm der St.-Georgs-Kirche als Sonne erstreckt sich im Ries bis zur Plutodarstellung kurz vor Harburg.
Der Schwäbische-Alb-Radweg ist für Fernradler geeignet. Er kommt vom Bodensee.

### Medien
Die örtliche Tageszeitung trägt den Namen Rieser Nachrichten und ist eine Lokalausgabe der Augsburger Allgemeinen. Des Weiteren erscheinen in Nördlingen die Anzeigenblätter Extra Ran, WochenZeitung – WZ aktuell und Sonntagszeitung.

#### Mediengeschichte
Die erste Zeitung, welche in Nördlingen erschien, trug den Namen Continuation der Augspurger Zeitung und wurde von Lukas Schultes gedruckt. Schultes war 1632 von Oettingen, wo er bereits seit 1627 eine Zeitung herausgegeben hatte, nach Nördlingen umgesiedelt.

### Bildung
- Bibliothek der Galvanotechnik
- Fachakademie für Sozialpädagogik Maria Stern Nördlingen
- Förderschule Sankt-Georg-Schule
- Grundschulen: Grundschule an der Schillerstraße (Einweihung 1973), Hans-Schäufelin-Grundschule (Squindostraße) (Einweihung 1960), Grundschule Mitte, GS Mitte – Außenstelle Baldingen, Grundschule Kleinerdlingen-Ederheim, Volksschule Löpsingen
- Landwirtschaftsschule
- Liselotte-Nold-Schule; Berufsfachschulen für Altenpflege, Altenpflegehilfe, Hauswirtschaft und Kinderpflege
- Meisterschule für das Bauhandwerk; Aus- und Fortbildungszentrum
- Mittelschule Nördlingen
- Realschule Maria Stern
- Rieser Musikschule e. V.
- Rieser Volkshochschule
- Staatliche Fritz-Hopf-Technikerschule für Mechatronik, Bau-, Elektro- und Maschinenbautechnik´
- Staatliche gewerbliche, kaufmännische, hauswirtschaftliche Berufsschule mit Berufsaufbauschule (Einweihung 1963)
- Staatliche Wirtschaftsschule
- Stadtbibliothek Nördlingen
- Technologie Centrum Westbayern (TCW) (An-Institut der Hochschule Augsburg)
- Theodor-Heuss-Gymnasium (Einweihung 1964)
- Zentrum für Rieskrater- und Impaktforschung Nördlingen (ZERIN) (betreut vom Museum für Naturkunde (Berlin))

### Justiz
Nördlingen ist Sitz eines Amtsgerichtes, das zum Landgerichtsbezirk Augsburg und zum Oberlandesgerichtsbezirk München gehört.

## Bedeutende Persönlichkeiten

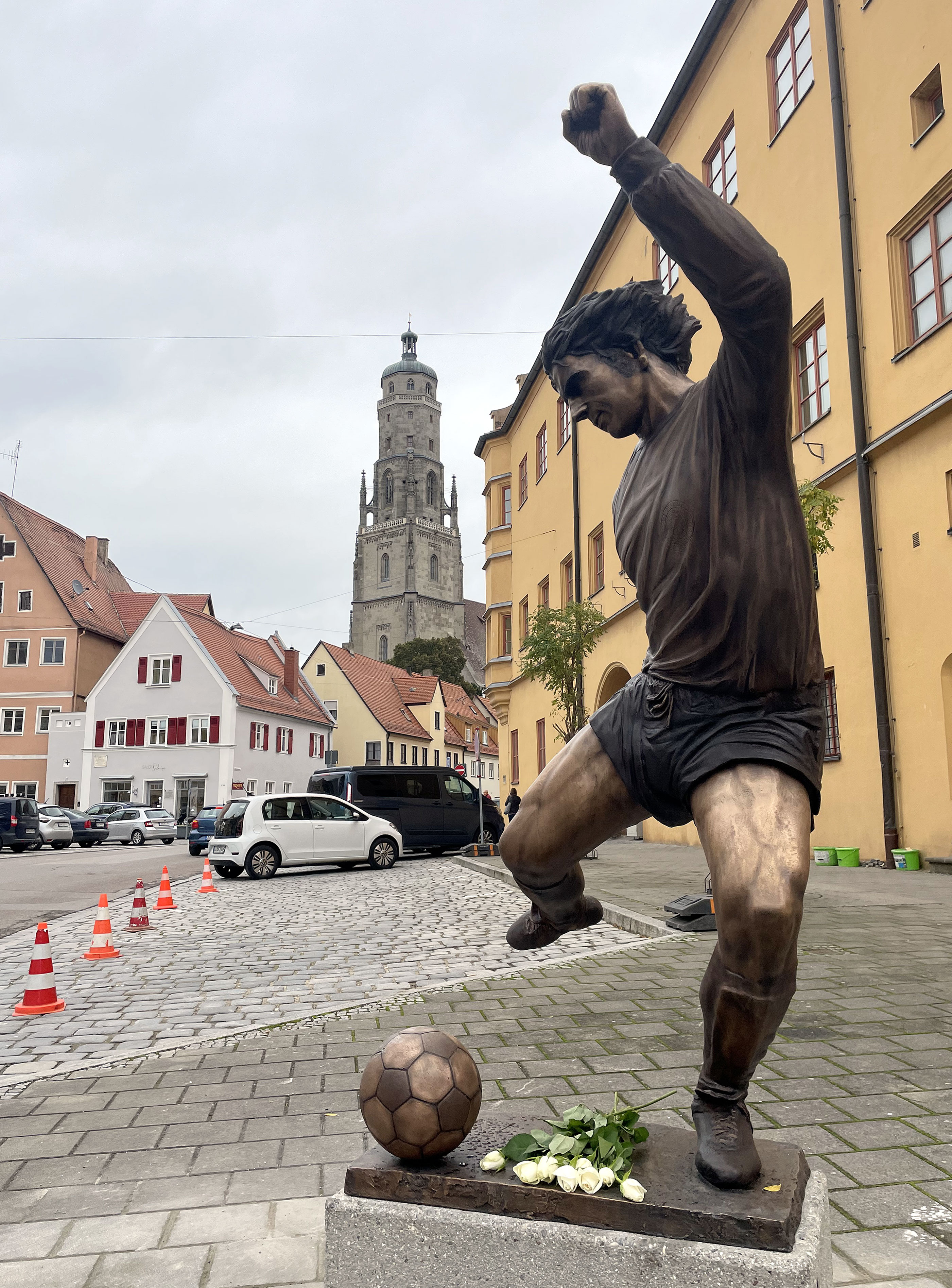
Statue für Gerd Müller in Nördlingen

### Bedeutende Söhne und Töchter der Stadt
- Heinrich von Nördlingen (* um 1310, † wohl nach 1356), Mystiker
- Friedrich Herlin (* um 1430, † um 1500), Maler der Spätgotik
- Kaspar Kantz (1483–1544), lutherischer Theologe und Reformator
- Friedrich Wilhelm Doppelmayr (1776–1845), Jurist, Zeichner, Lithograf, Maler und Politiker
- Hugo de Senger (1835–1892), Komponist, Dirigent und Musikpädagoge
- Gerd Müller (1945–2021), Fußballspieler und -trainer sowie Fußballweltmeister 1974

### Persönlichkeiten, die in Nördlingen gewirkt haben
- Hartmann Schedel (1440–1514), Arzt und Historiker, Stadtarzt in Nördlingen
- Theophrastus Bombastus von Hohenheim, genannt Paracelsus, (1493–1541), Arzt, Alchemist, Mystiker, Laientheologe und Philosoph
- Hans Schäufelin (auch Schäufelein, Schäuffelein, Scheifelen, Scheuflin) (um 1480/1485 – um 1538 oder 1540), Maler, Grafiker, insbesondere Holzschneider und Buchillustrator
- Theobald Billicanus, auch Theobald Gerlacher oder Diepold Gerlach (ca. 1493 Billigheim/Pfalz – 8. August 1554 Marburg), Theologe, Reformator und Jurist (1522–1535 in Nördlingen)
- Maria Holl (1549–1634), sie widerstand in den berüchtigten Hexenprozessen den Folterungen, brachte die „Unfehlbarkeit“ der Ankläger ins Wanken und leitete das Ende der Hexenprozesse ein.
- Wilhelm Ludwig Wekhrlin (1739–1792), Journalist und Schriftsteller der Aufklärung
- Wilhelm Hauff (1802–1827), Schriftsteller
- Friedrich Völklein (1880–1960), bayerischer Heimatdichter
- Ernst Niekisch (1889–1967), sozialistischer Politiker und Schriftsteller

## Sonstiges

### Kulinarische Spezialitäten
- Rieser Bauerntorte
- Rieser Küchle
- Stabenwürste bzw. Messwürscht (lange, schlanke Bratwürste)

### Nördlingen im Film
Nördlingens mittelalterliche Altstadt wurde mehrfach von Filmemachern als Kulisse benutzt. So sind Nördlingen-Aufnahmen in den Filmen Charlie und die Schokoladenfabrik (1970) und Bibi Blocksberg (2002) zu sehen.
Die Bilderbuchstadt Kinkan („Goldkrone“), Schauplatz der japanischen Zeichentrickserie Princess Tutu, ist Nördlingen nachempfunden. Nördlinger Gebäude wie die St.-Georgs-Kirche, die Alte Schranne, das Löpsinger Tor, der Kriegerbrunnen und das Klösterle sowie das Narrenbildnis am Rathaus sind dort nahezu originalgetreu dargestellt.
Für die Produktion Wir Schildbürger (1972) der Augsburger Puppenkiste diente ein Modell der Stadt Nördlingen als Kulisse.
Sowohl in der zweiten als auch in der dritten Staffel der Terra-X-Dokumentationsreihe Deutschland von oben wird Nördlingen u. a. als Beispiel einer mittelalterlichen „Musterstadt“ gezeigt.
Der ZDF-Zweiteiler Schicksalsjahre (2011) mit Maria Furtwängler wurde zum Teil in Nördlingen aufgenommen. In Nördlingen und Umgebung wurde der Spielfilm Kohlhaas oder die Verhältnismäßigkeit der Mittel gedreht.
Fans vermuten, dass für den Anime Attack on Titan die dortige fiktive Stadt Shiganshina der Stadt Nördlingen in einer Variante aus dem 19. Jahrhundert nachgebildet wurde. Offiziell bestätigt wurde diese Vermutung bisher nicht.
Für die SWR-Dokumentation Spuren im Stein – Das Nördlinger Ries wurde in Nördlingen der „Schwabenstein“ Suevit als Baumaterial an verschiedenen Gebäuden gezeigt.

### Nördlingen als Namensgeber
Der Asteroid (5725) Nördlingen wurde nach der Stadt benannt.

### Diamanten im Baumaterial
Das Suevitgestein, aus dem große Teile der Altstadt und der Stadtmauer errichtet wurden, enthält kleine, nicht wirtschaftlich nutzbare Diamanten. Die in der Stadt verbaute Menge Edelstein wird auf 72.000 Tonnen geschätzt.